# 行政專機
行政專機是指用於護送最高領導人、國家元首、政府首腦、政府要員，或使用於國民緊急救難任務的行政專用飛機，例如由美國空軍用於護送美國總統的空軍一號。

## 概要
由於各國政府情況不同，行政專機所使用的機型、目的也有所不同。大部分使用波音737或者空中巴士A320等中小型的噴射客機。也有使用波音747、空中巴士A350等大型廣體客機。行政專機為能飛抵世界各地，在需擁有超長程飛行的前提下，以往多選用大型客機擔任行政專機。但近年來各機場對大型客機的起降有所限制，為能飛抵部分小型機場，各國政府開始採用較小型、便宜，且擁有長程飛行能力的中小型客機。一些國家亦使用直升機做為行政專機。
行政專機多由該國空軍或者國家航空公司執行飛行任務。雖然多為空軍所屬，但若以軍用機之身分飛過外交關係不佳的國家時，可能產生不必要的紛爭，使得有行政專機會採取登記為民航機作為解決手段。行政專機採用之塗裝大部分較為單調，以該國國旗、國徽採用之色調為基礎，或者直接採用該國國家航空公司的標準塗裝。如中共中央總書記和中國國務院總理的行政專機為中國國際航空所使用的標準塗裝。
政府專機亦可用於緊急救難任務，如2020年新型冠狀病毒疫情撤僑專機。

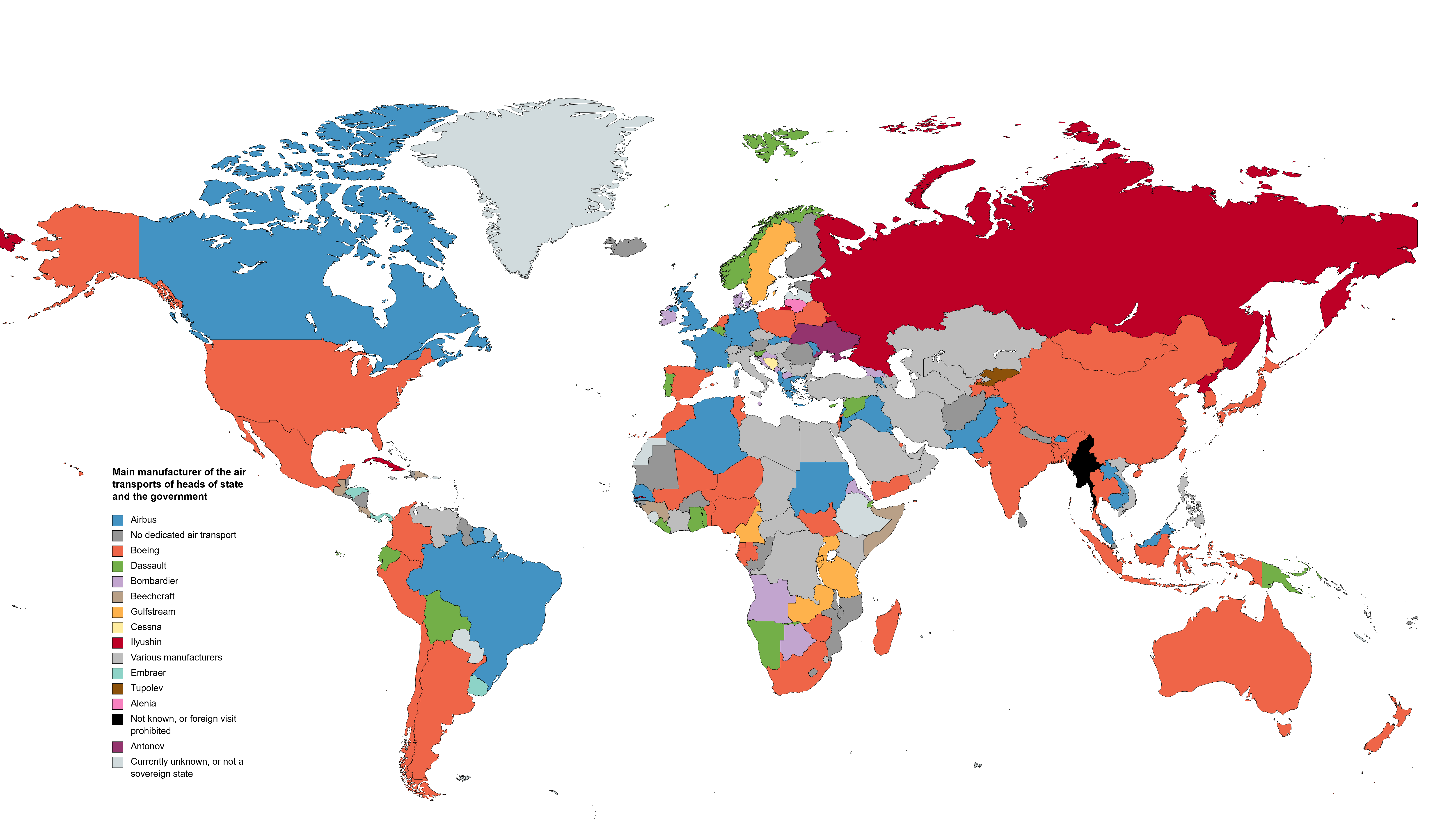
世界各国元首或政府首脑使用的专机制造商

## 非洲

### 阿爾及利亞
阿爾及利亞政府使用一架A340-500作為行政專機。

### 安哥拉
安哥拉政府在2015年時引進一架龐巴迪環球快車5000（Bombardier Global 5000）作為行政專機。此前，該國政府的行政專機為波音707，註冊號D2-TPR。

### 貝寧
貝寧政府在2015年時使用波音727作為行政專機。

### 布基納法索
布基納法索政府專機曾為波音727，現改為達索獵鷹900。

### 波札那
波札那政府專機為一架龐巴迪環球快線作為行政專機。

### 布隆迪
布隆迪政府目前使用灣流航太IV作為行政專機。

### 喀麥隆
喀麥隆政府目前使用灣流航太III。

### 乍得
乍得政府目前使用MD-87作為政府專機。

### 科特迪瓦
科特迪瓦政府專機包括一架灣流IV型和一架波音727-200。

### 埃及
埃及政府专机现时为一架空中客车A340-200。在贾迈勒·阿卜杜-纳赛尔总统任职时期，埃及政府专机均租自埃及航空。
2021年，埃及政府決定向波音購入一架原由漢莎航空下訂、但最後因取消交付而閒置十年的波音747-8，改裝後預計將取代原有的A340成為該國專機，以及最後一架下訂的同款飛機。

### 冈比亚
冈比亚政府专机现时为一架伊尔-62，平日在班珠尔停放。

### 加纳

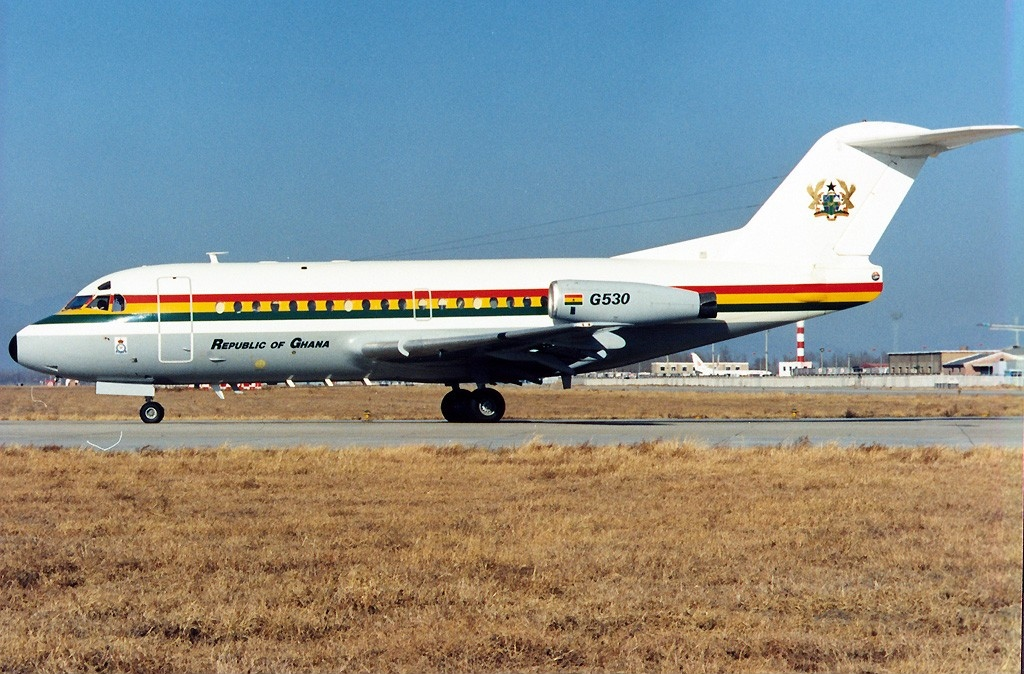
1995年加纳总统傑瑞·羅林斯访华期间，加纳空军的福克F28专机在北京首都国际机场

加纳政府现时以达索猎鹰900为专机，而加纳空军的福克F28亦曾用作专机。

### 摩洛哥
摩洛哥國王穆罕默德六世以摩洛哥皇家航空的波音747-400為專機。

### 南非
南非政府專機由南非空軍21中隊執行，包括一架波音737BBJ（南非總統專機），兩架達索獵鷹50，一架達索獵鷹900，一架塞斯納550。

### 贊比亞
赞比亚首任總統肯尼思·卡翁达在任上以道格拉斯DC-8為專機，其繼任者弗雷德里克·齊盧巴的專機則為龐巴迪挑戰者CL604。

### 津巴布韋

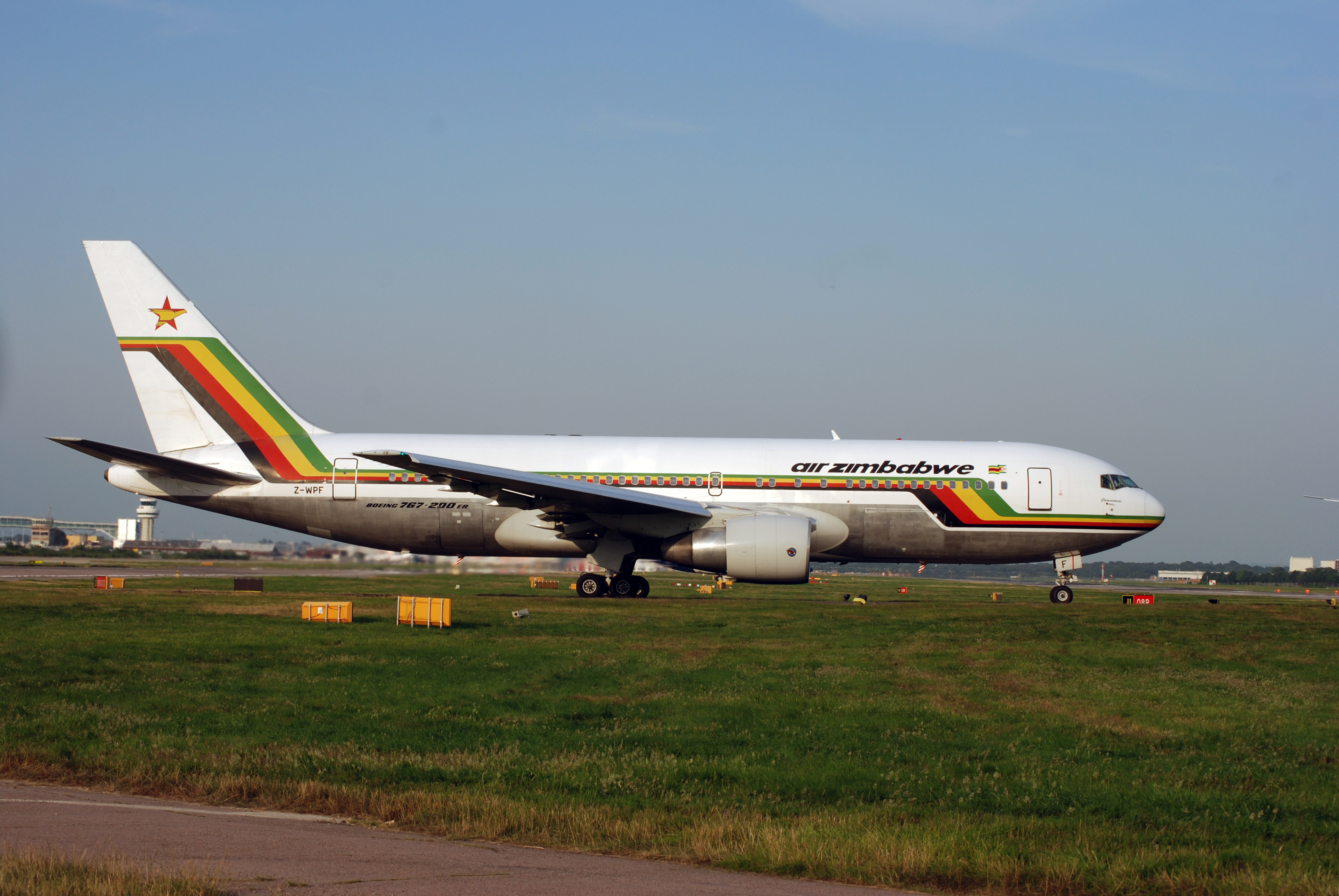
津巴布韦航空的波音767-200ER

津巴布韋總統專機為津巴布韋航空的波音767-200ER，而有時，津巴布韋總統會乘坐一般的定期航班出行。1980年代，津巴布韋國防部曾訂購BAe 146-200以執行專機任務，但由於津巴布韋航空急切需要一款可在該國部分機場的短跑道著陸的飛機，這架BAe 146租借至津巴布韋航空，由津巴布韋航空負責維護，總統在需要時才乘此機出行。BAe146-200退役後，津巴布韋航空得以承擔總統專機任務。將會由777客機取代。

### 史瓦帝尼
史瓦帝尼王國使用一架2016年自中華航空退役、改裝的空中巴士A340-300型客機作為現任國王恩史瓦帝三世的行政專機。該機自2001年開始在中華航空服役，於2015年與史瓦帝尼政府訂定買賣備忘錄，據傳約以美金1,265萬元（折合新台幣約4億元）的價格交易。

## 美洲

### 阿根廷
阿根廷總統的專機包括一架波音757（呼號為「探戈一號（Tango 01）」）、兩架福克F28（T-02/T-03）、一架737-500（T-04）、一架里爾60（T-10），以及一架賽考斯基S-70直升機和兩架S-76直升機。有时阿根廷总统也会乘坐阿根廷航空的A330-200外访，总统乘坐的航班呼号为“PRESI01”。

### 巴西

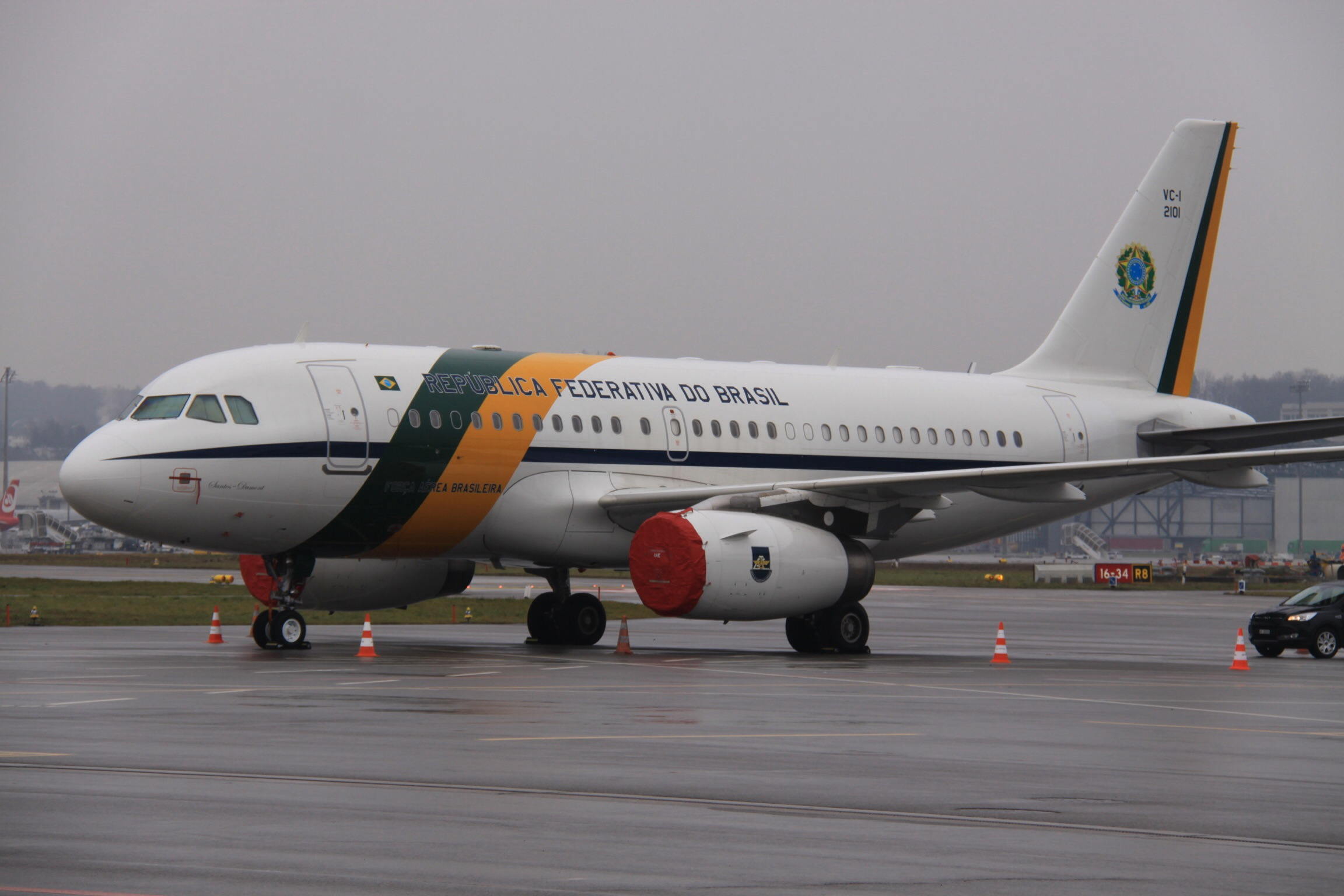
巴西政府的空客A319專機

巴西总统專機是一架空中客車A319CJ，在巴西空軍的代號為VC-1A，尾號2101，並被命名為“桑托斯·杜蒙號”以紀念這位巴西航空先驅。這架A319專機主要用於中程及長程飛行，短程飛行時則使用兩架改造的E190專機。而在未來，巴西空軍訂購的A330 MRTT加油機，或會取代A319CJ成為下一代總統專機。
載有巴西总统的飛機呼號為Força Aérea 01（巴西空軍一號），ICAO代碼為BRS01。
巴西空軍特別運輸組（GTE）負責巴西總統、副總統及政務部長的專機任務，包括22架飛機：
- 一架改造為貴賓專機的空中客車A319（VC-1A（英语：Brazilian Air Force One））“桑托斯·杜蒙”號，用於巴西總統的所有國際出行
- 兩架改造為貴賓專機的E190，用於國內及地區性出行
- 兩架改造為貴賓專機的超級美洲獅直升機
- 兩架改造為貴賓專機的ERJ-135（VC-99C）支線飛機
- 十架改造為貴賓專機的ERJ-145（C-99A）支線飛機
- 三架里爾35公務機

專機隊設在巴西利亞空軍基地。

### 玻利維亞
玻利维亚空军曾使用一架1975年購入的羅克韋爾佩刀客公務機執行總統及政府官員的專機任務。2010年7月，玻利維亞政府購入一架達索獵鷹900EX並將其用作總統專機。
2013年7月，玻利維亞政府購入一架達索獵鷹50EX，用於行政部門專機。

### 加拿大
加拿大皇家空軍的五架空中客车CC-150北极星（為A310 MRTT空中加油機的定製版本）作為長途專機飛行，短途則使用龐巴迪挑戰者604型作為政府專機。因此，加拿大是世界少數採用加油機兼作專機的國家之一。
而在1997年前，加拿大的行政專機則為定製版的波音707（而加拿大皇家空軍將之定型為CC-137）；在退役後，該專機售予美國空軍，並改裝為E-8指揮機。
由於CC-150日漸老化，加拿大政府於2022年7月宣佈將以A330 MRTT取代，並將訂購6架。

### 智利

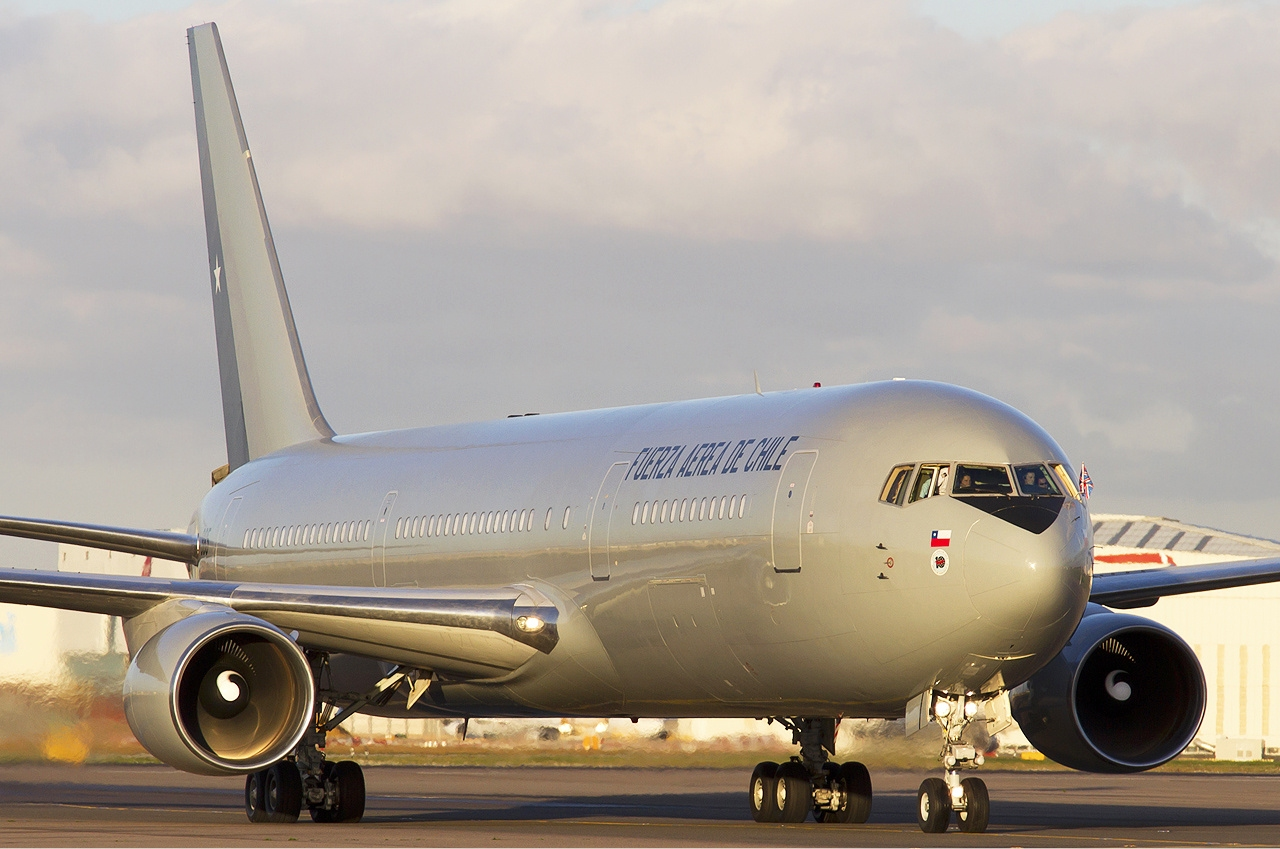
智利政府的波音767專機

智利政府專機由智利空軍負責，并包括如下機種：
- 1架波音737-500
- 1架比奇超級空中國王
- 1架灣流IV（英语：Gulfstream IV）
- 1架波音767-300ER

智利政府亦曾用智利國家航空的波音707或波音737-200執行專機任務。

### 哥伦比亚
1933年，哥倫比亞開始使用容克Ju 52/3m，至1950年更換為C-54。1972年，福克F28成為哥倫比亞時任總統米萨埃尔·帕斯特拉纳·博雷罗的專機。
2005年，哥倫比亞改用波音737公務機(BBJ)執行行政專機任務，并將該機編為FAC 0001(哥倫比亞空軍1號)。

### 古巴
古巴航空負責古巴共产党中央委员会第一书记、古巴共和国主席和古巴共和国总理的專機任務，主要使用以下機型執行：
- 2架伊爾-96-300（長途）
- 1架伊尔-62（長途）
- 3架雅克-40（短途）

古巴领导人曾乘坐委内瑞拉联合航空A340-642（注册号YV-3535）出访。

### 墨西哥
2011年，墨西哥总统恩里克·佩尼亚·涅托擁有以下18架專機：
- 1架波音757-200
- 2架波音737-300
- 2架湾流III
- 2架里尔35-A
- 1架羅克韋爾指揮官695A型
- 1架灣流G40（墨西哥海軍）
- 2架EC225超級美洲獅直升機
- 5架AS332超级美洲狮直升机
- 2架SA330美洲獅直升機

2012年，墨西哥政府宣佈租賃一架波音787，用於總統專機，租期15年，計劃2015年交付。但是，該生產線編號為6的波音787-8樣機最後延遲了一年才正式交付。

### 蘇利南
蘇里南政府專機主要由蘇里南航空承運，長途飛行時使用空中客车A340-311，中短途飞行则使用波音737-300，国内视察则使用Hi-Jet直升机服务旗下的直升机。

### 美国

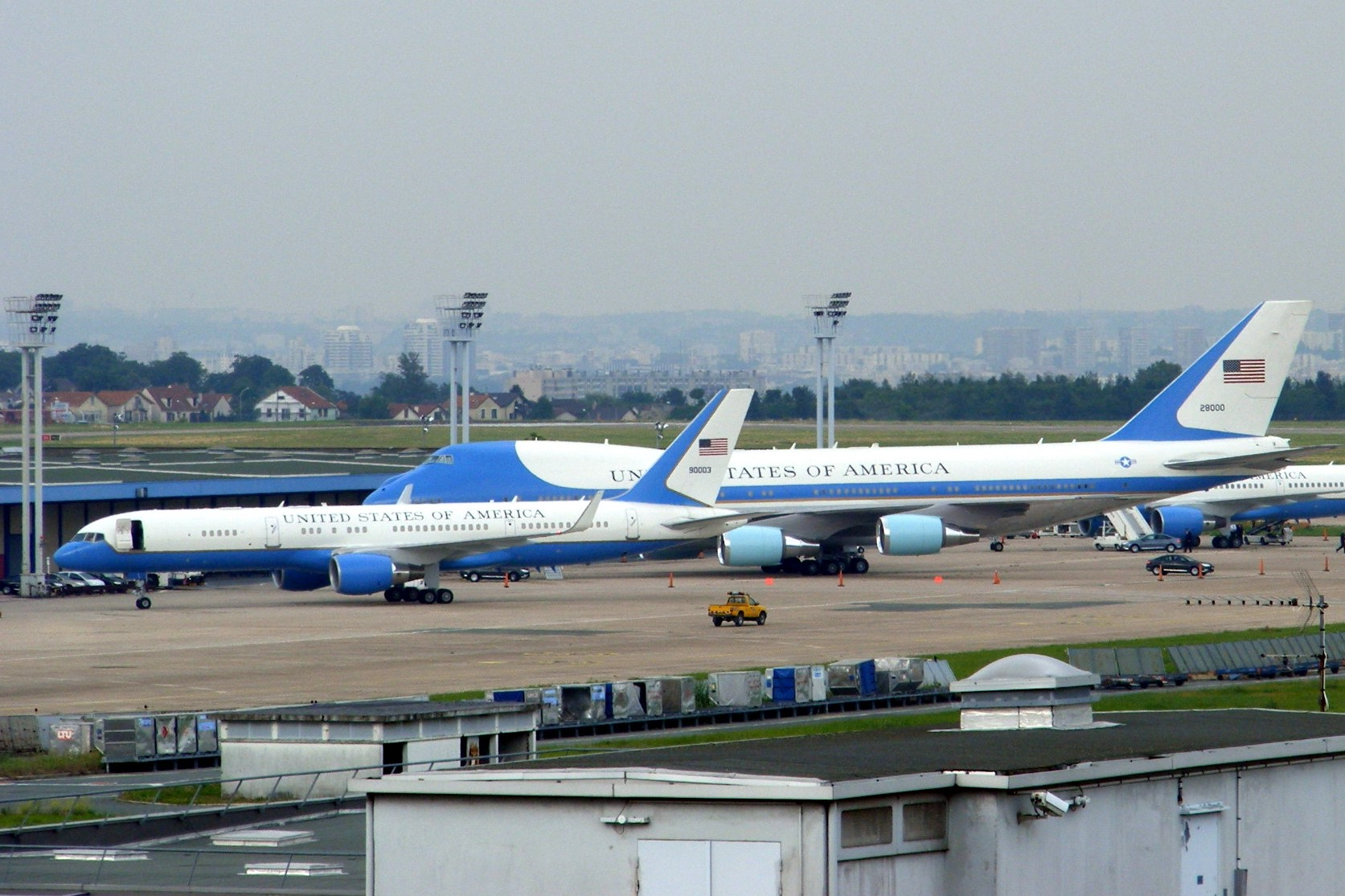
2009年，空军一号VC-25A和两架空军二号C-32A在巴黎-奥利机场，当时美国总统奥巴马准备换乘一架C-32A前往卡昂
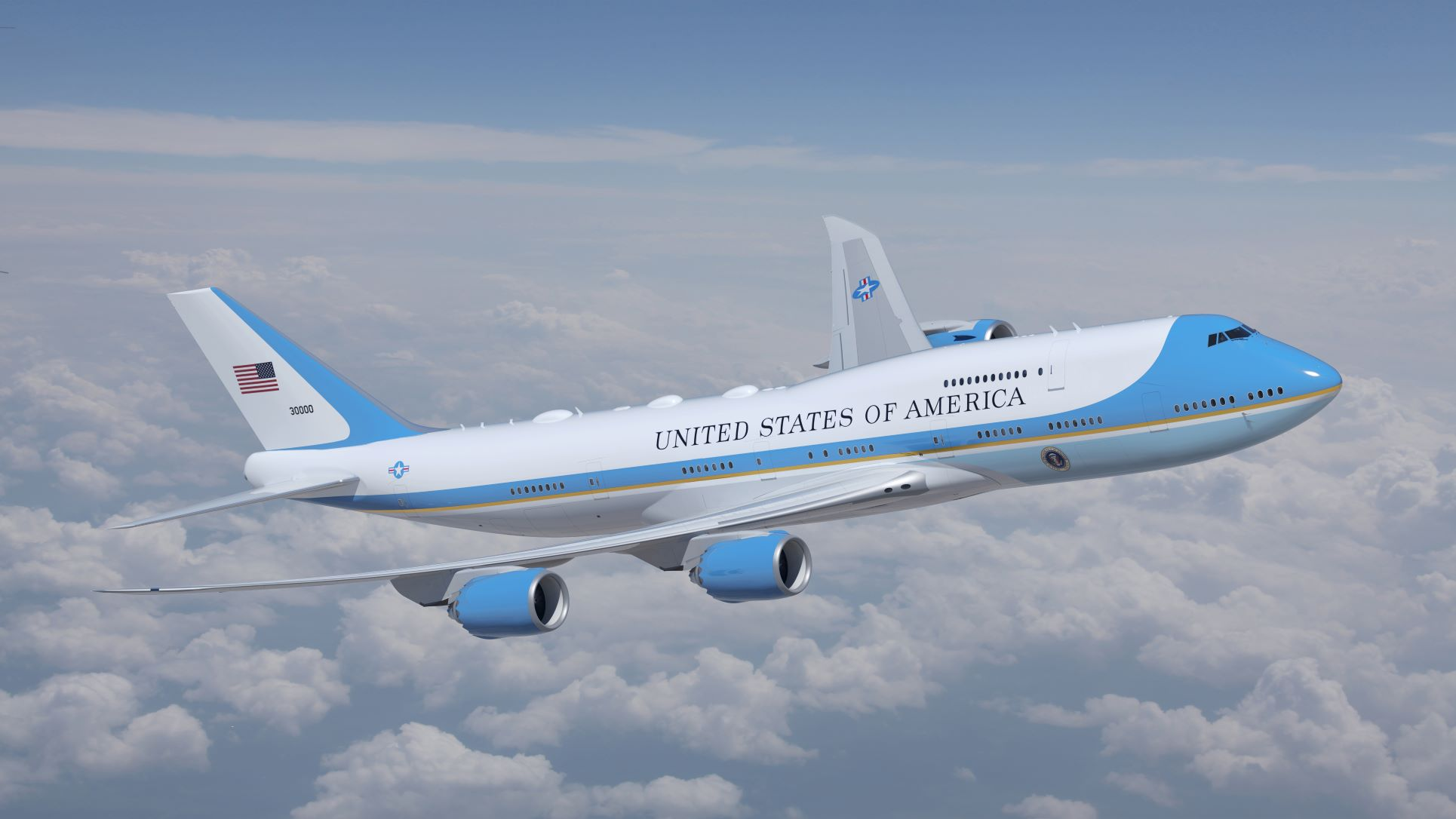
美國新一代空軍一號VC-25B想像圖

美国总统的航空出行由白宫军事办公室安排，目前美国总统最常用的专机是两架VC-25A飞机，尾号SAM 28000和SAM 29000。两架飞机是改装过的波音747-2G4B民航机。
在28000和SAM 29000于1990年开始服役之前，空军一号是两架波音707-320B飞机（VC-137-1），尾号26000和27000，这两架飞机从1958年起就开始服役。
美國總統的專機叫做空軍一號。1953年，艾森豪威尔總統專機Air Force 8610恰好和同一空域的一班民航客機（美国东方航空8610号班机）呼號相同，同為8610。為了安全的原因，从此之后总统的飞机就有了一个特殊的名字，藉以和其他航班区别。载有总统的军用飞机呼号为军种加“一号”，如陆军一号，空军一号，海军一号，海军陆战队一号。
同样地，美国副总统的专机叫做空军二号。目前主力機型是改装过的波音757，美軍代號波音C-32。这些C-32被经常用作接载美国副总统之用。同时，C-32也會作為贵宾座機運用。除了C-32，美國空軍目前中堅機型是以波音737-700C为基础改裝的波音C-40「飛剪船」運輸機，C-40也用於美國政要公務行程，或是利用其改裝彈性較強的艙間設計進行運輸貨物等任務。如搭乘人數較少時，美國空軍也備有小型專機C-37A（湾流V）和C-37B（灣流G550）供政府官員、參眾議員等高職位者運用。

### 委內瑞拉
委內瑞拉政府專機為一架空中客車A319CJ，而前總統烏戈·查維茲亦常乘坐古巴航空的伊留申IL-96出行。

## 大洋洲

### 澳大利亚
澳大利亚元首短途專機由皇家澳大利亞空軍第34中隊承擔，包括兩架波音737-700公務機和三架达索猎鹰7X，由澳洲航空負責維修。
由2013年起，其中一架空中客车A330 MRTT加油機（編號A39-007）亦改裝為長途行政專機，由第33中隊承運，是該國相隔11年以後，再次使用長途專機。至於上一代的長途專機則為波音707加油機，自1979年起服役至2008年，亦由第33中隊承運。

### 新西兰
紐西蘭皇家空軍擁有兩架波音757-200作為行政專機。

## 亞洲

### 亞美尼亞
亞美尼亞政府於2015年引進一架A319作為行政專機。

### 阿塞拜疆

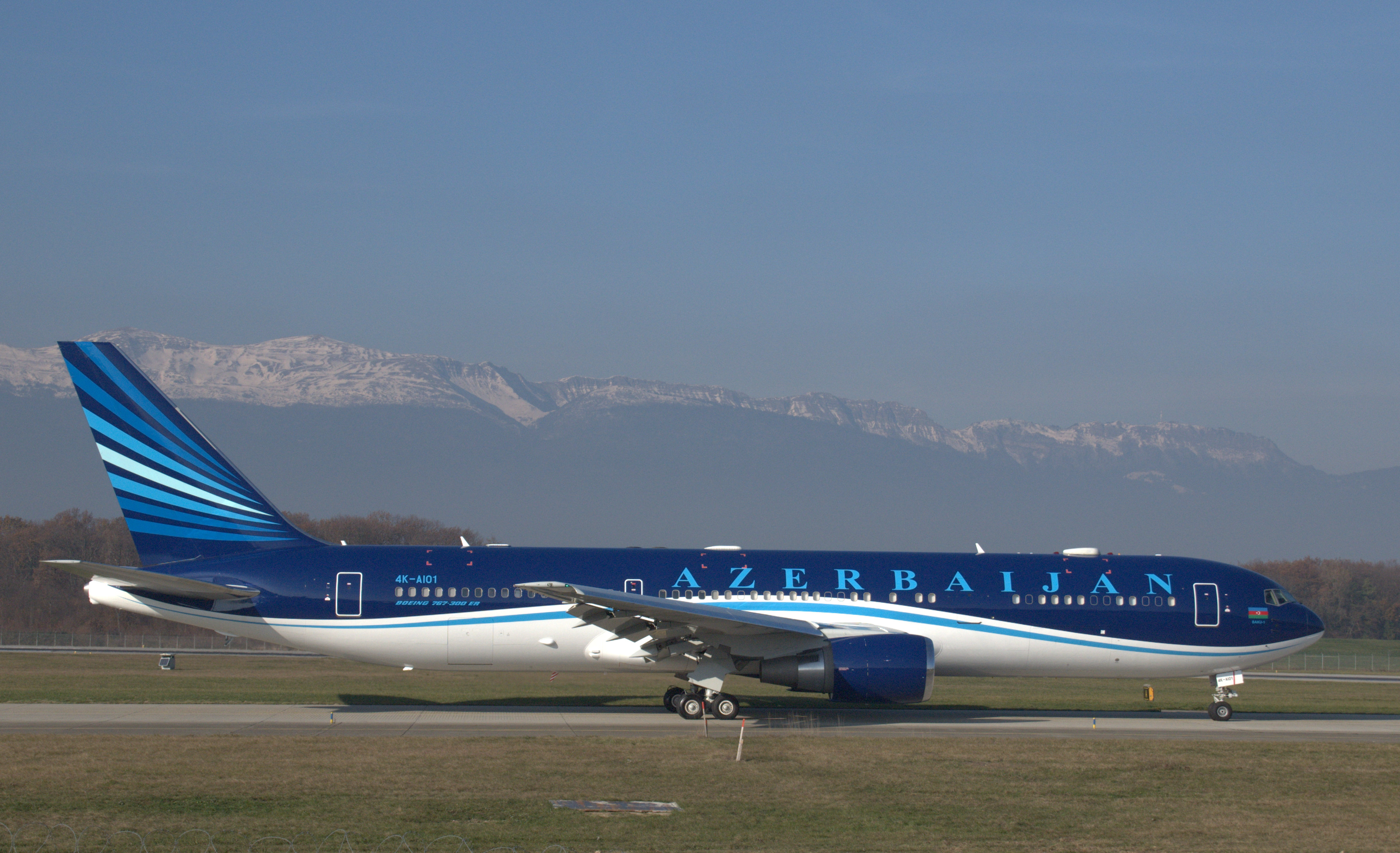
阿塞拜疆的波音767-32LER總統專機

阿塞拜疆總統將亞塞拜然航空的一架波音767-300ER（編號4K-AI01，名稱為“巴庫號”）和一架空中巴士A319CJ（編號4K-AZ01）、另外一架A340-600租用作為專機，三架行政專機具有空中加油、干擾設備以及反導系統的設置。

### 孟加拉
孟加拉國國家元首專機由孟加拉航空負責，長途飛行時使用波音777-300ER（麥道DC-10在退役前亦曾用於專機），中短途飛行則使用空中巴士A310。通常孟加拉航空的兩架飛機會被用作專機，其中一架為備份機。孟加拉國空軍也有四架直升機用作專機，包括兩架米-8和兩架貝爾212型。

### 巴林
巴林使用波音747SP和波音747-400執行巴林國王的專機任務。其中，編號為A9C-HAK的747SP是波音公司製造的最後一架波音747SP。
另外，巴林政府亦使用一架波音767-400ER作為其政府專機，該機曾是計劃中的E-10預警機試驗機，唯因E-10計劃取消而於2009年售予巴林政府，並於2013年改裝完畢。

### 不丹
不丹政府與王室主要專機皆由該國國家航空公司不丹皇家航空旗下的A319負責。

### 汶萊

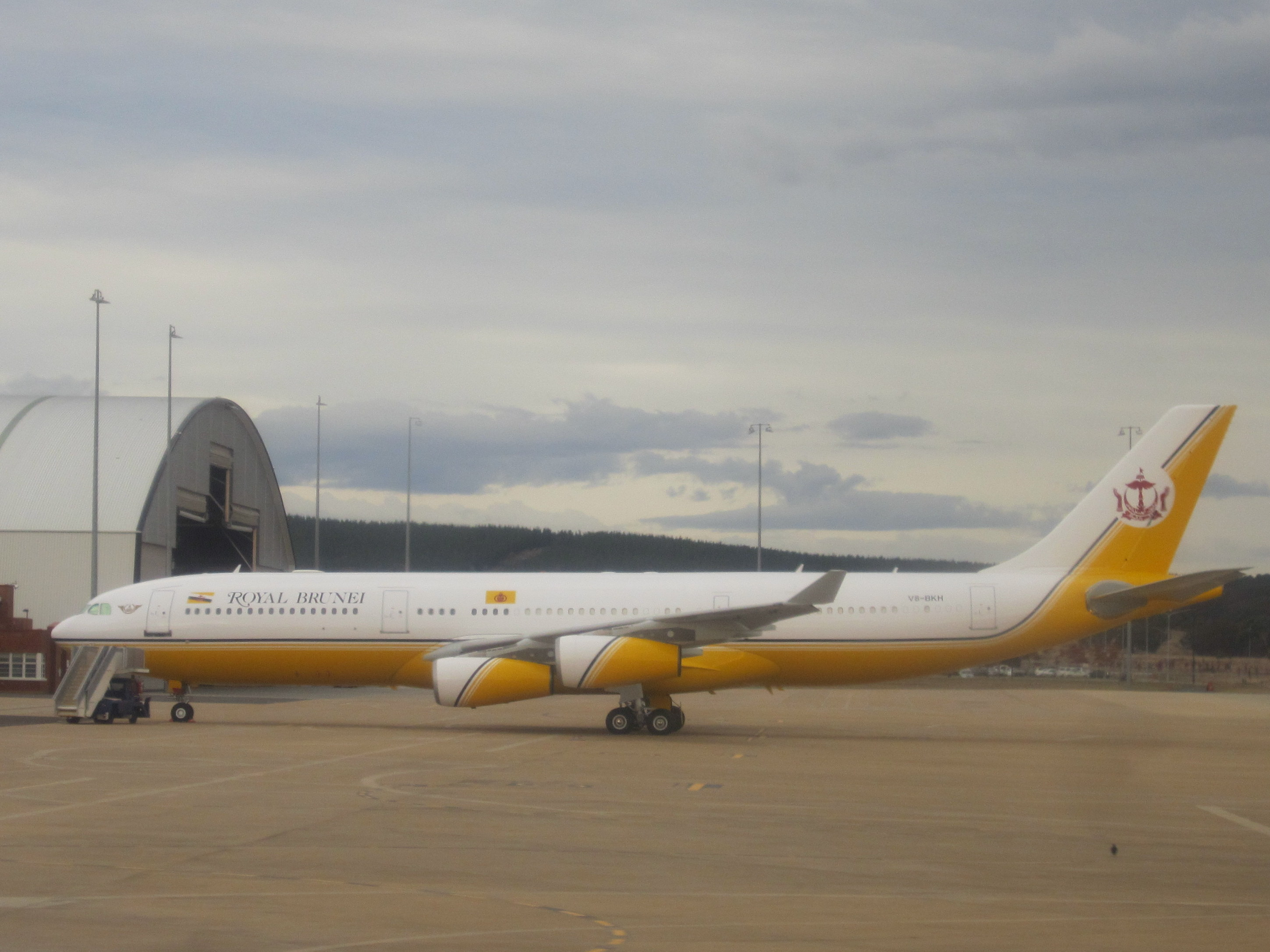
文莱蘇丹的A340專機在堪培拉機場

文莱苏丹及皇室專機包括一架波音767-200ER（編號V8-MHB），一架波音747-400（編號V8-ALI），一架空中巴士A340-200（編號V8-BKH）和兩架西科斯基S-70A，在2016年投入波音747-8BBJ作為行政專機。
2019年10月，日本天皇德仁即位禮，汶萊政府代表搭乘波音787出席典禮。

### 柬埔寨
柬埔寨王國目前使用空中巴士A320作為行政專機，注册号为B-6738，租自中国南方航空且在广州整备。

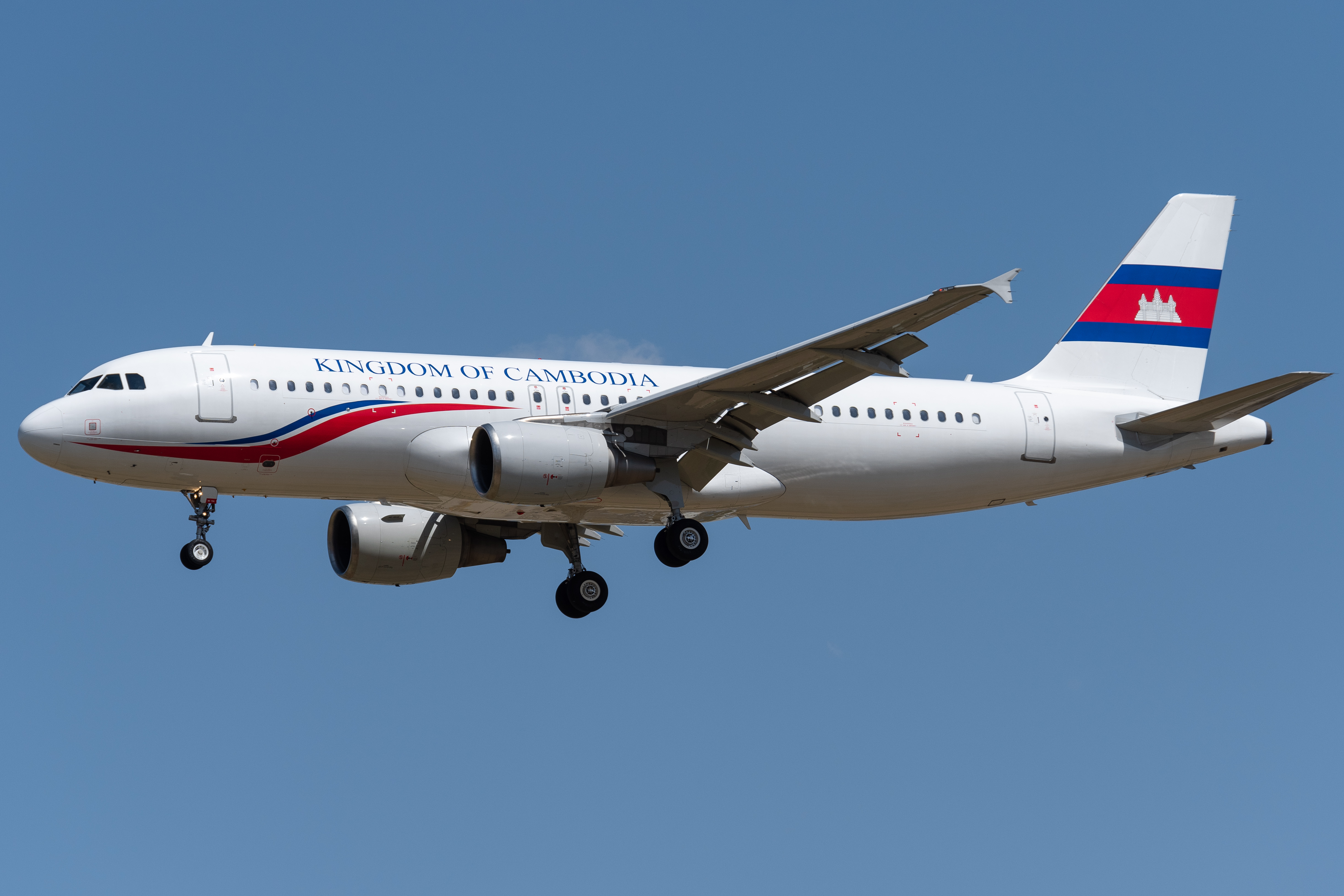
柬埔寨A320专机

### 中华人民共和国
中央八项规定限制只有中国共产党中央委员会总书记（最高领导人）和中华人民共和国国务院总理（政府首脑）出訪時可以乘坐專機，其他中共中央政治局常委外访时只可以乘坐包机。曾使用2000年出廠交機的B-2472 （现备份，执飞民航）、1995年出廠的B-2447 （现备份，执飞民航）這兩架波音747-400，现已由註冊編號B-2479和B-2482（备份）的波音747-8I接替承担長途飛行任务。专机虽然外观跟国航机队其它的747一样，但不執行民航航班，内部已经通过多次改装升级。國內則用中国人民解放军空军的波音737、空中巴士A319或龐巴迪CRJ執行。2023年李强被破格从地方首长提拔为国务院总理后，降级只乘坐包机而非专机出国访问，与前任总理李克强乘坐专机外访相比，李强降低规格被认为是凸显习近平身为中共中央总书记和领导核心的“一尊”地位。
值得一提的是，中共中央总书记习近平於2014年11月访问澳大利亚和新西兰时，由于霍巴特國際機場及威靈頓國際機場跑道较短，国航另外派出一架波音737-800（编号B-5342）执行坎培拉─霍巴特─悉尼以及奥克兰往返惠灵顿的专机任务。
而在2000年中国联合航空公司購入原本由達美航空預定的波音767-300ER，但在2001年试飞時因發現該機有27處被安装了窃听器（參見江澤民專機事件），而演變為國際事件，在美國德州圣安东尼奥整修後移交給中國國際航空作为一般民航機使用，並已於2012年3月退出運營，兩年後出售給哈薩克星期天航空。
中國亦曾用中國民航的維克斯子爵、伊爾-18、霍克薛利三叉戟型、波音707、波音747SP、波音767等機種執行專機任務。

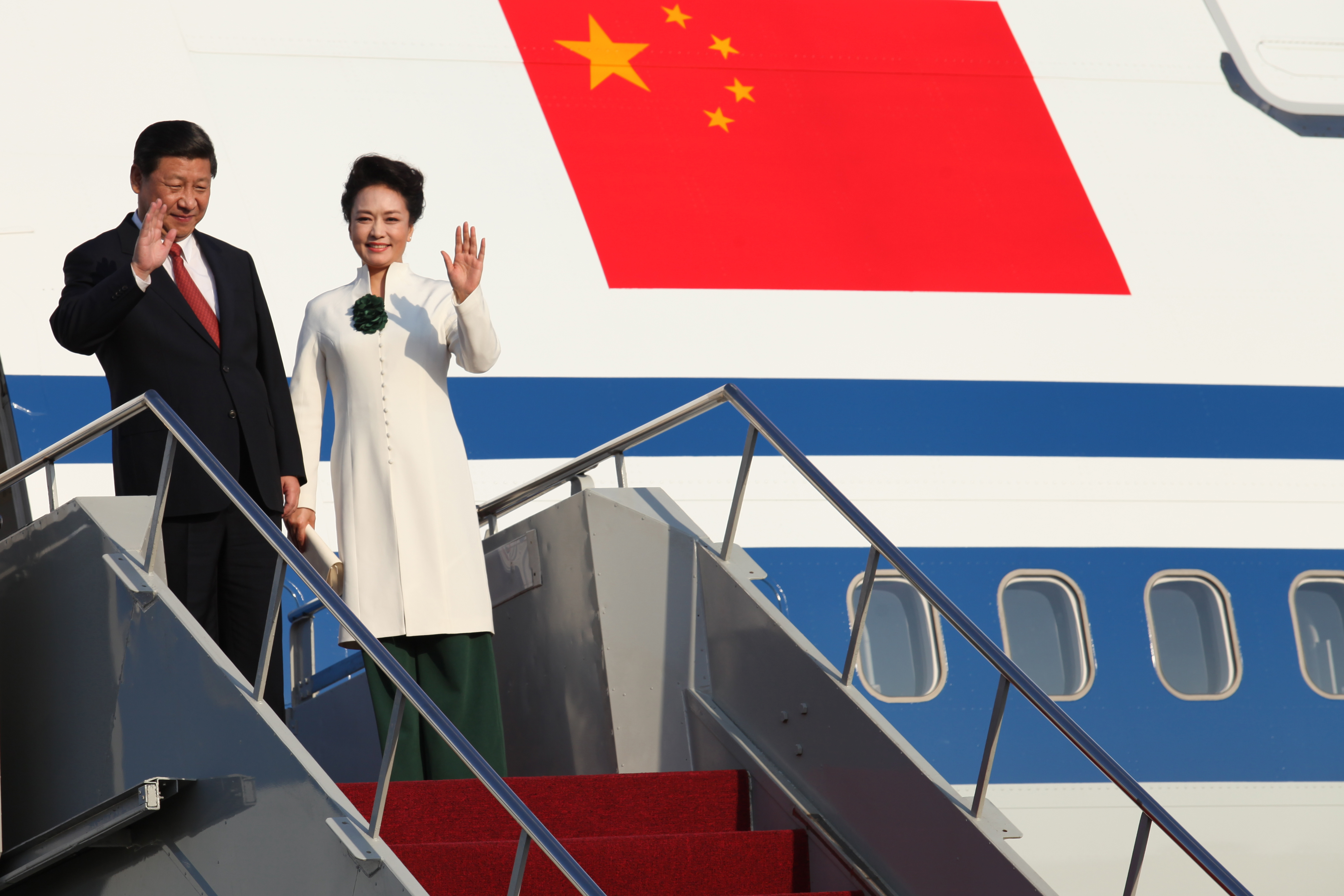
2013年，习近平总书记和夫人彭丽媛乘坐中国国际航空波音747访问印尼
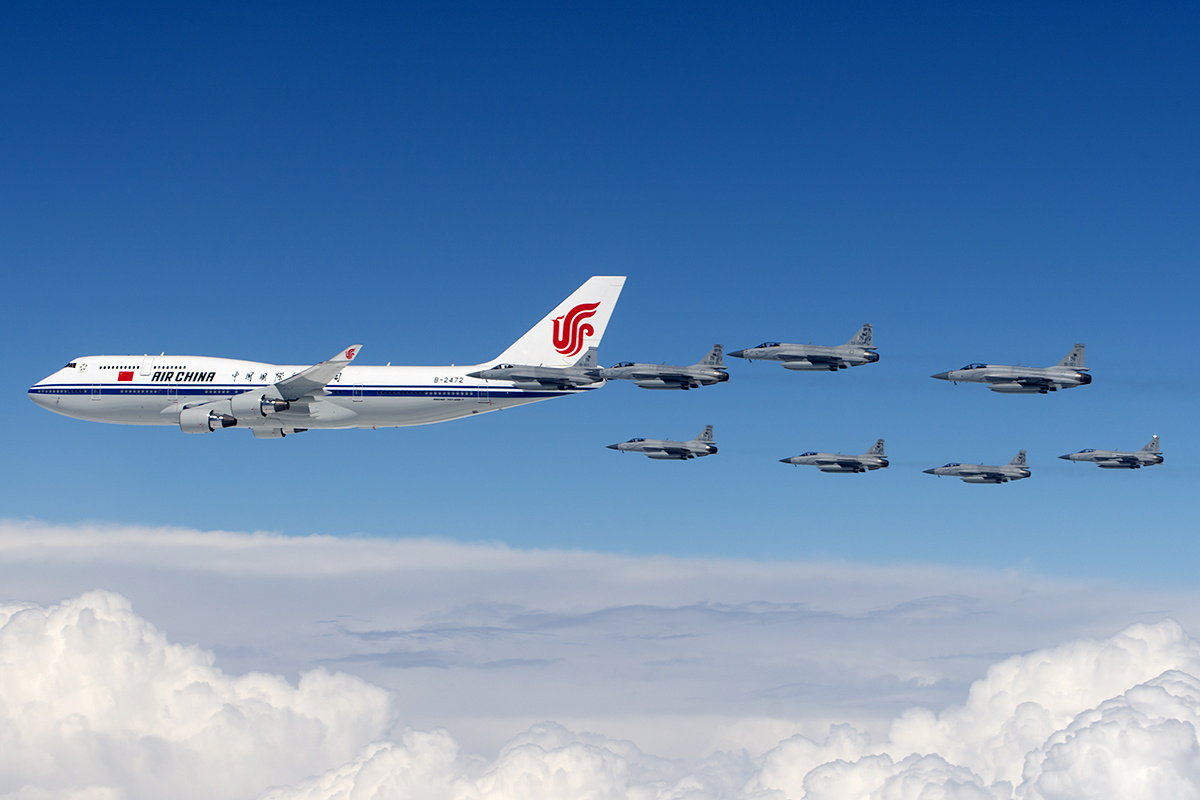
圖為2015年4月20日習近平訪問巴基斯坦時，巴基斯坦空軍的8架梟龍戰機為進入巴基斯坦領空的B-2472號專機護航
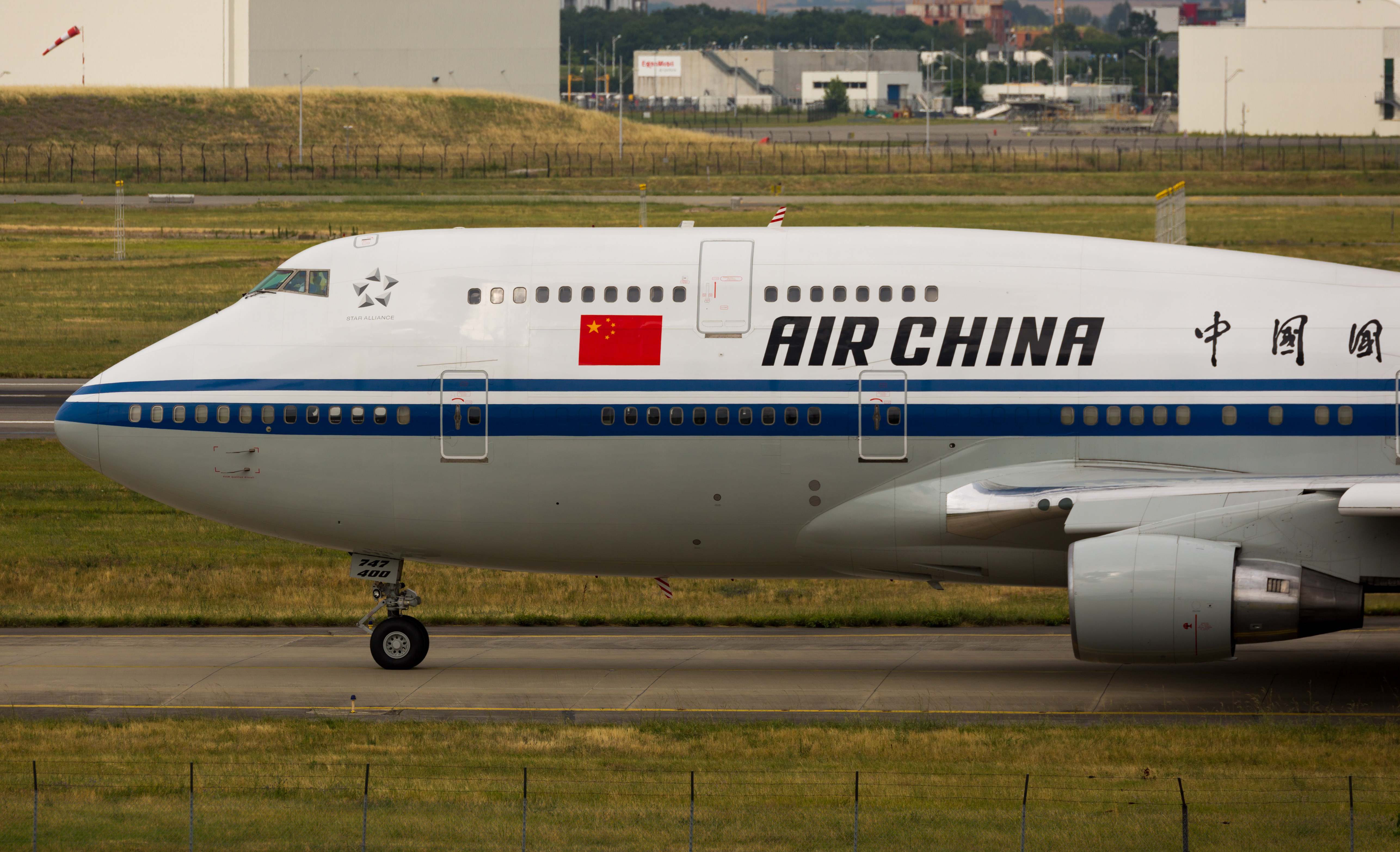
2015年，国务院总理李克强出访法国时搭乘的中国国际航空747专机，摄于图卢兹

#### 特別行政區
香港
香港特別行政區行政長官出訪時主要使用國泰航空的客機，在香港境內則使用政府飛行服務隊的直升機。根據香港政府的資料，港府必會指定國泰航空公司為接載特首出訪的行程安排飛機。
行政長官一般經由香港國際機場的貴賓通道出入境，機組人員會預先替特首安排貴賓座位。除特首伉儷之外，還包括行政長官辦公室主任、政府新聞處首長級人員和保鑣（G4）等。特首保鑣會被安排坐在行政長官貴賓座位及頭等座位之外或飛機內其他座位，以便有人騎劫行政長官專機時可以迅速制服匪徒。
澳門
澳門特別行政區行政長官出訪時主要使用澳門航空的客機。

### 中華民國
中華民國政府擁有15架行政專機，均由中華民國空軍負責操作，並配屬於空軍松山基地指揮部（位於臺北松山機場）。
中華民國空軍專機隊以1946年12月1日成立於南京，當時為因應特殊空運需要，自空軍第十大隊為基礎成立專機組，負責中央政府官員與國軍高級將領行政專機工作。1948年遷臺後，1955年改隸空軍松山基地大隊，更名為專機中隊，並曾於1958年八二三砲戰期間支援運補任務。1983年8月1日，專機中隊再擴大整編為專機隊至今。
過去出訪使用的總統專機，是尾號為3701的波音737-800，現編配於空軍松山基地指揮部座機隊，該機於2000年2月7日購入，同年3月20日啟用，歷經陳水扁、馬英九、蔡英文3位總統，已有20年機齡。經常被媒體暱稱為「空軍一號」（但與美國的空軍一號無關）。其機身塗裝於2006年至2008年間，曾變更為三色（紅、藍、白）腰帶與綠色機腹，2009年4月恢復制式塗裝。除波音737-800之外，專機隊另有3架福克50及11架比奇1900渦輪螺旋槳客機，作為副總統、行政院院長以及其他內閣官員（例如國防部部長）之行政專機。另外，由於官方行政專機通常不被允許飛越非邦交國領空甚至落地，且波音737-800航程有限，越洋飛行需多次降落加油。故中華民國總統出國訪問時經常租用中華航空的波音747-400、波音777-300ER、空中巴士A330-300和空中巴士A350-900，與及長榮航空的波音777-300ER等飛機做為專機。另外也曾使用過華航空中巴士A340-300、波音747SP與長榮航空波音747-400，以及邁阿密航空波音737-800等飛機。
現今，正副總統、行政院院長以及其他內閣官員出訪友邦時搭乘的專機都以租用中華航空和長榮航空的飛機為主，至於專機隊所擁有的飛機就只做為國內短程用途，「空軍一號」也就自2016年5月20日起再也沒擔任長途飛行。

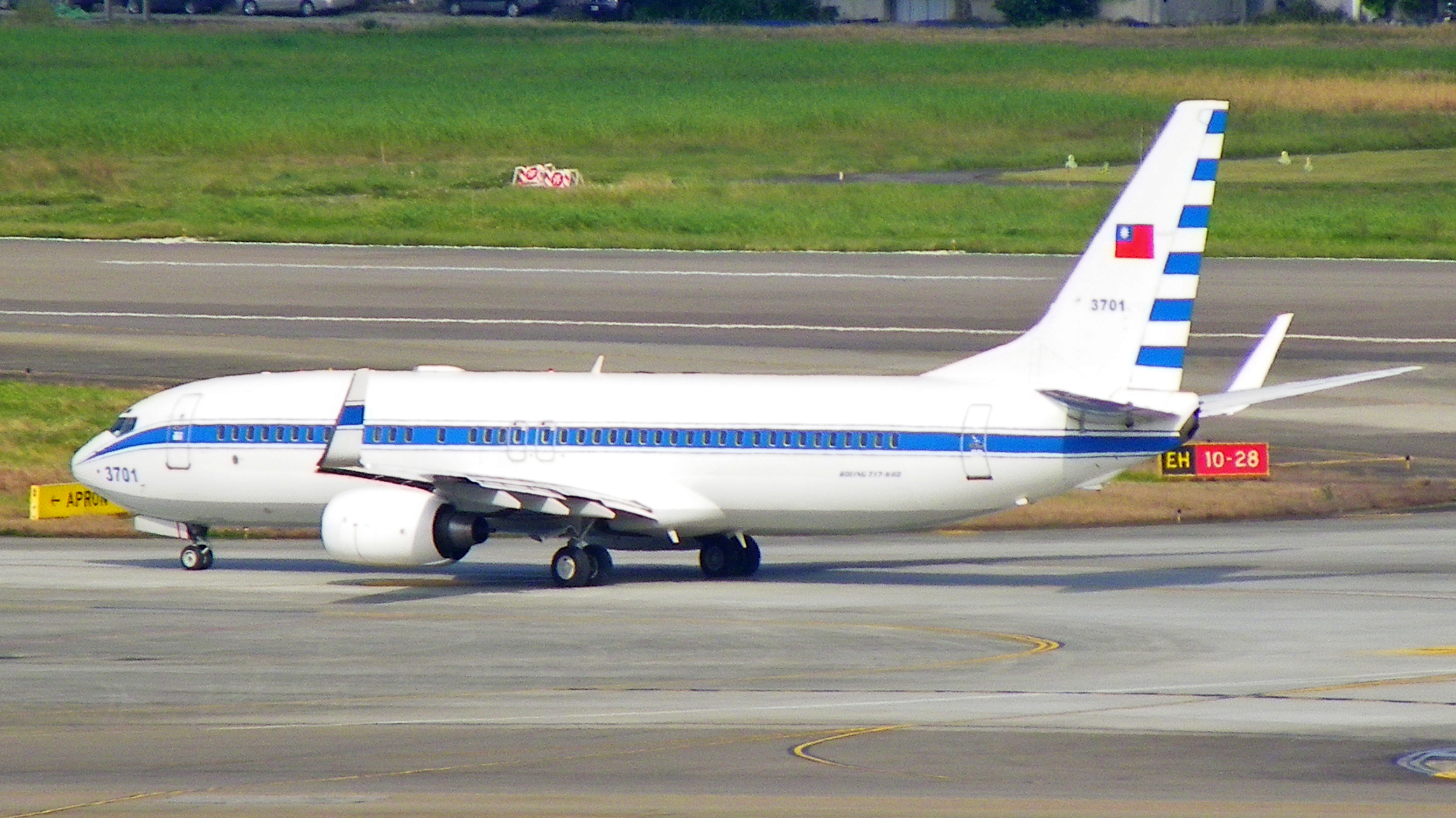
名為「空軍一號」的中華民國空軍波音737-800。
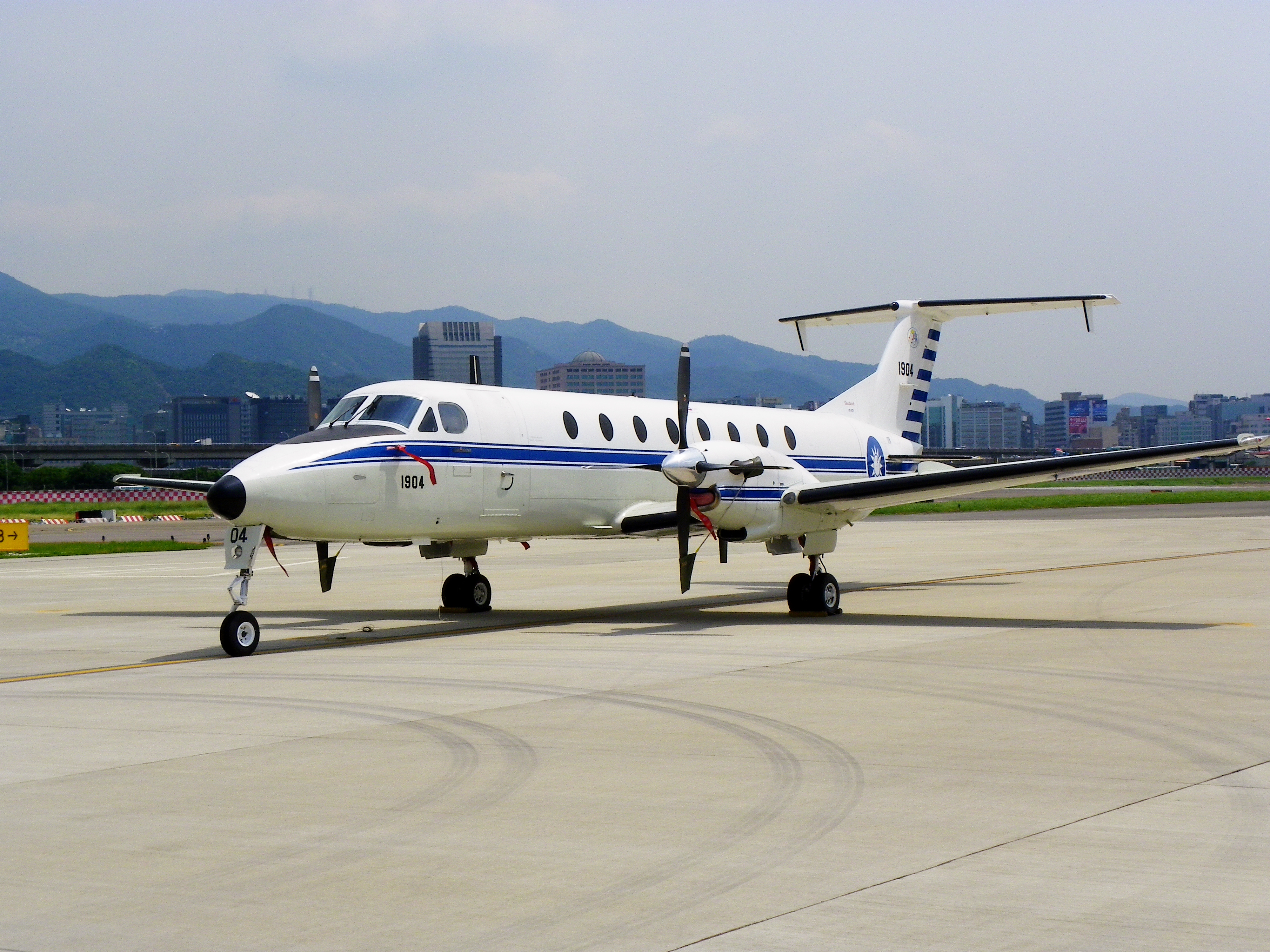
中華民國空軍B1900C
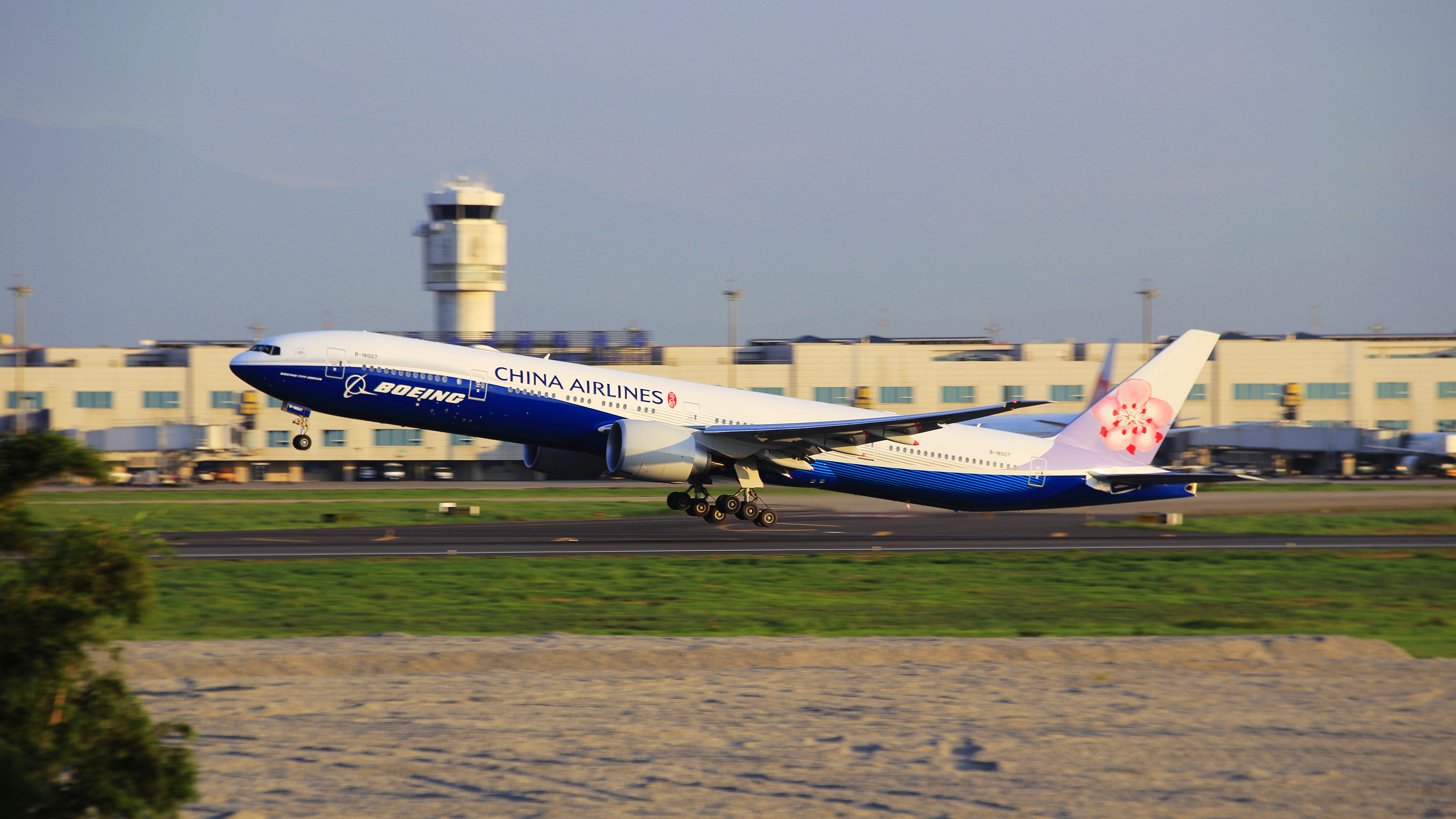
曾作為總統出國訪問用途的中華航空波音777-300ER（中華航空-波音聯合品牌塗裝）

### 格鲁吉亚
格鲁吉亚航空自2007年起使用庞巴迪挑战者850执行格魯吉亞總統及政府官员的专机任务。2011年，格鲁吉亚另购一架湾流G450作为补充。

### 印度
印度政府原使用印度航空的波音747-400執行印度總理/總統/副總統的專機任務，呼號為“Air India One”。
2020年更換為兩架波音777-300ER，直接由印度空軍運行。印度空軍還將四架ERJ-135和三架波音737BBJ作為專機。

### 印尼
印尼政府租用嘉鲁达印尼航空的波音777-300作該國行政專機，註冊號為PK-GIG，並披有嘉鲁达印尼航空的復古塗裝。

### 伊朗

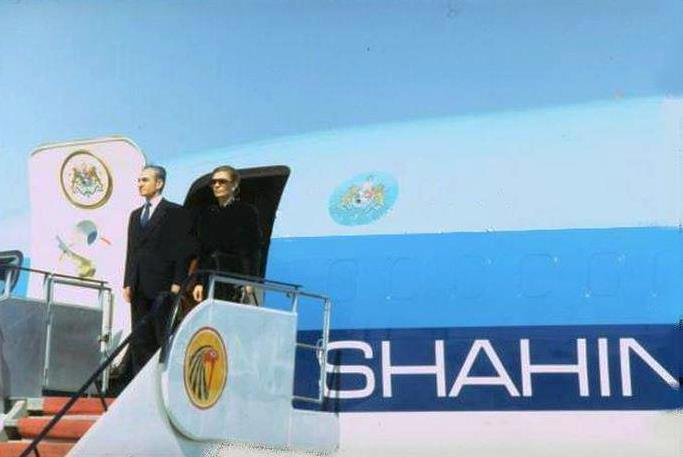
伊朗政府專機“沙欣”號波音707（巴列維時期）

伊朗最高領袖、伊朗總統及政府要員的長途專機曾為1970年代購入的波音707，名為“沙欣”（Shahin）號，最初為沙阿穆罕默德-礼萨·巴列维訂購的專機，內飾比美國空軍一號更為豪華，但於伊朗伊斯蘭革命後重新佈置內飾。後來，因為波音707專機老化，但因美國制裁影響而無法獲得原廠保養服務，伊朗政府曾長期向馬漢航空租用A340客機。至2015年，舊專機才被一架1999年製造、從國內航空公司轉讓的空中客車A340取代，註冊號為EP-IGA（曾用EP-AJA）。
另一架專機為1990年代購入的空中客車A321，用於伊朗政府高官的中程出行。其餘專機包括一架達索獵鷹20，3架達索獵鷹50，一架洛克希德噴氣星，這五架飛機全數屬於伊朗空軍。
伊朗政府曾用專機為波音727，但現已廢棄。

### 伊拉克
伊拉克政府曾經有自持的行政專機。在薩達姆執政年代，該國曾使用波音747SP（2000年退役）及波音727作專機。在薩達姆政權倒台後，該國政府曾一度改用波音767，直至取消專機制度為止。
目前，伊拉克總統及政府要員出行時，會乘坐伊拉克航空的包機，而政府專機則自2014年起退役。

### 以色列
以色列政府专机为一架曾服役于澳洲航空的波音767-300ER。

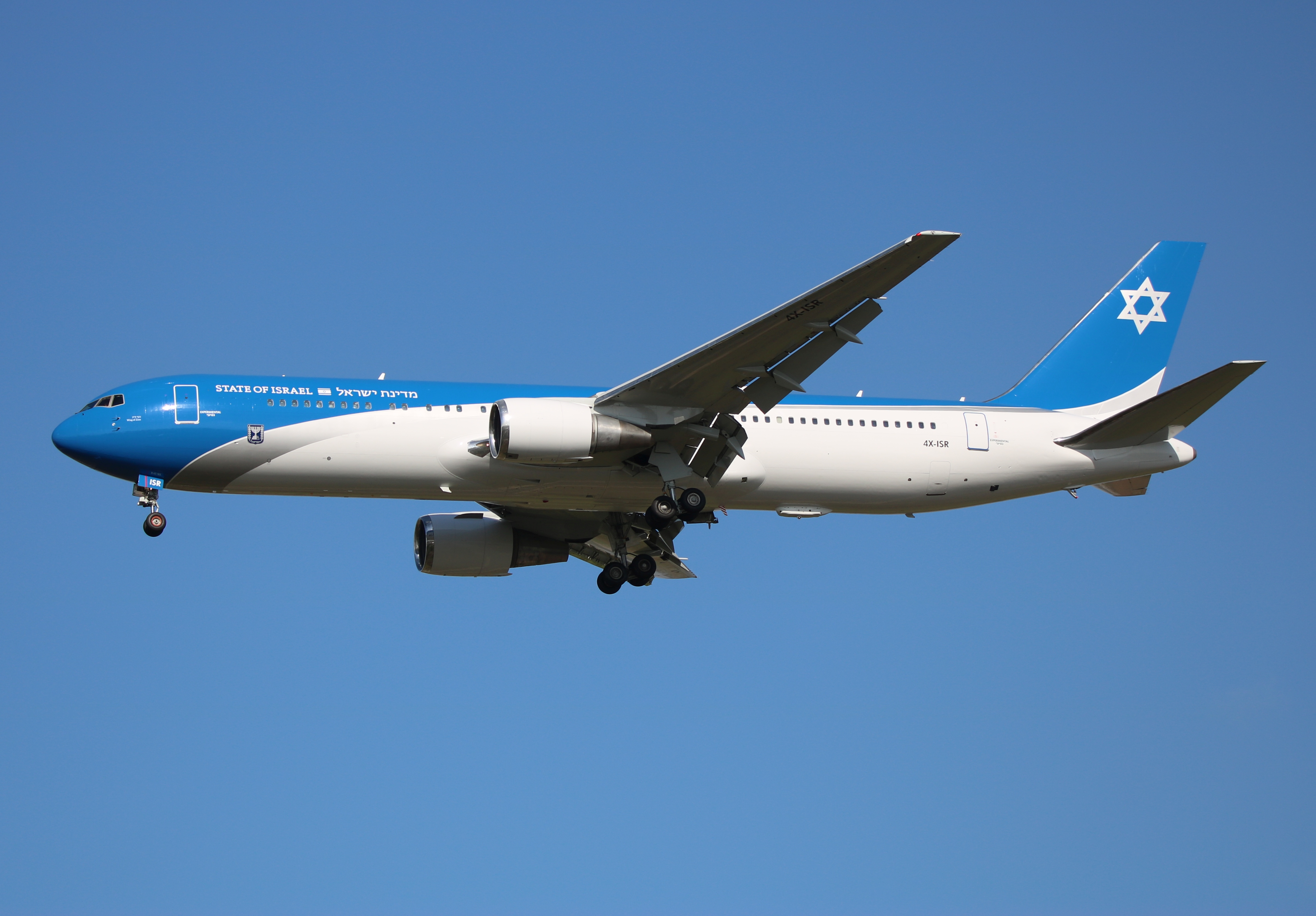
以色列政府的波音767-300ER专机

### 日本

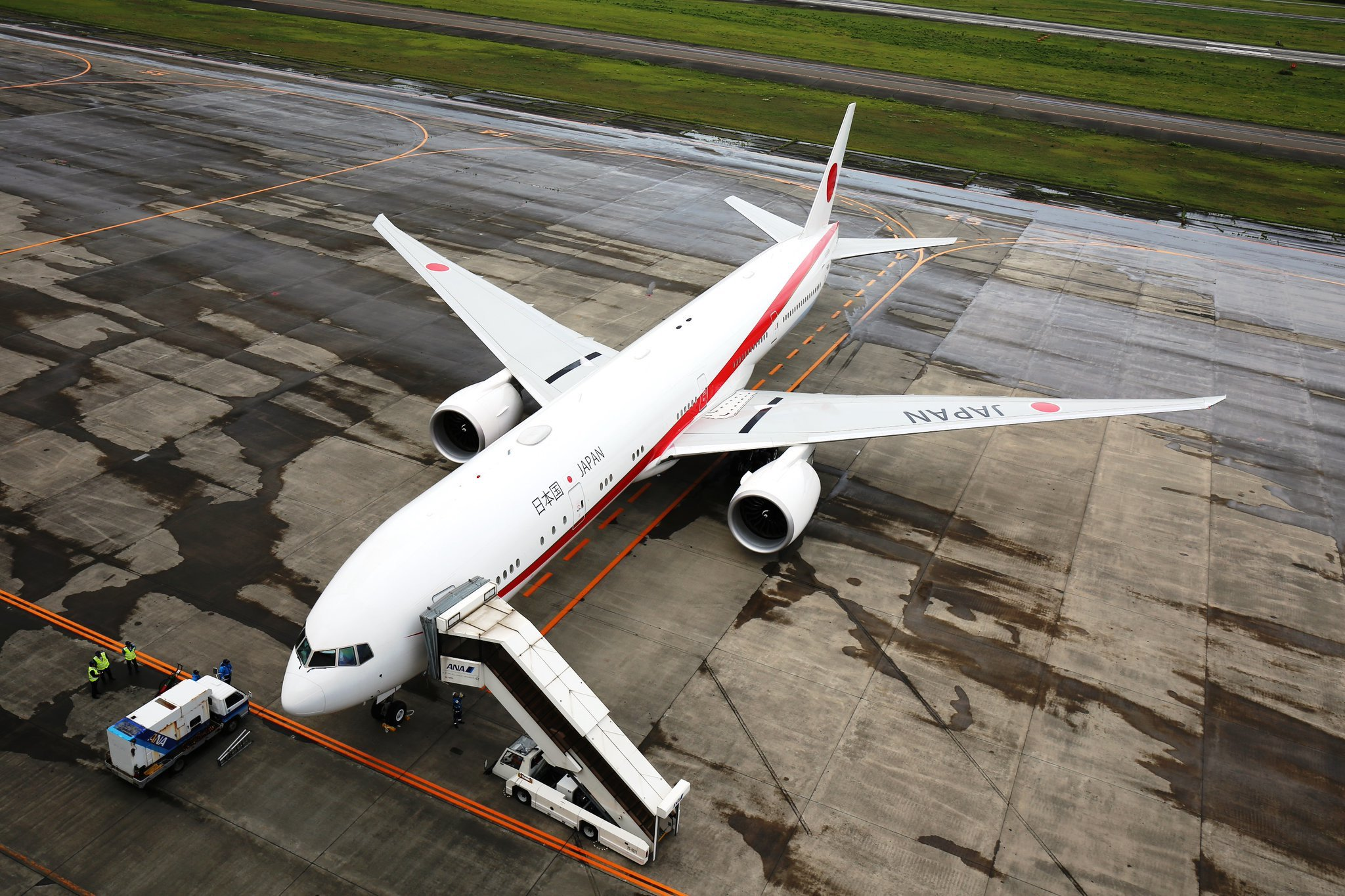
2019年啟用的第二代日本政府專用機
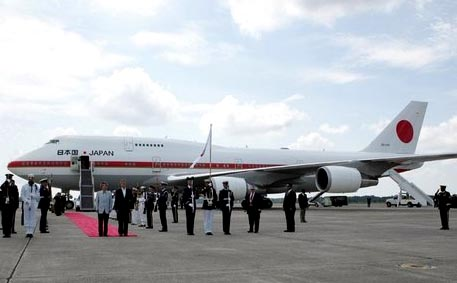
第一代日本政府專用機 小泉純一郎訪美（2004年6月8日）
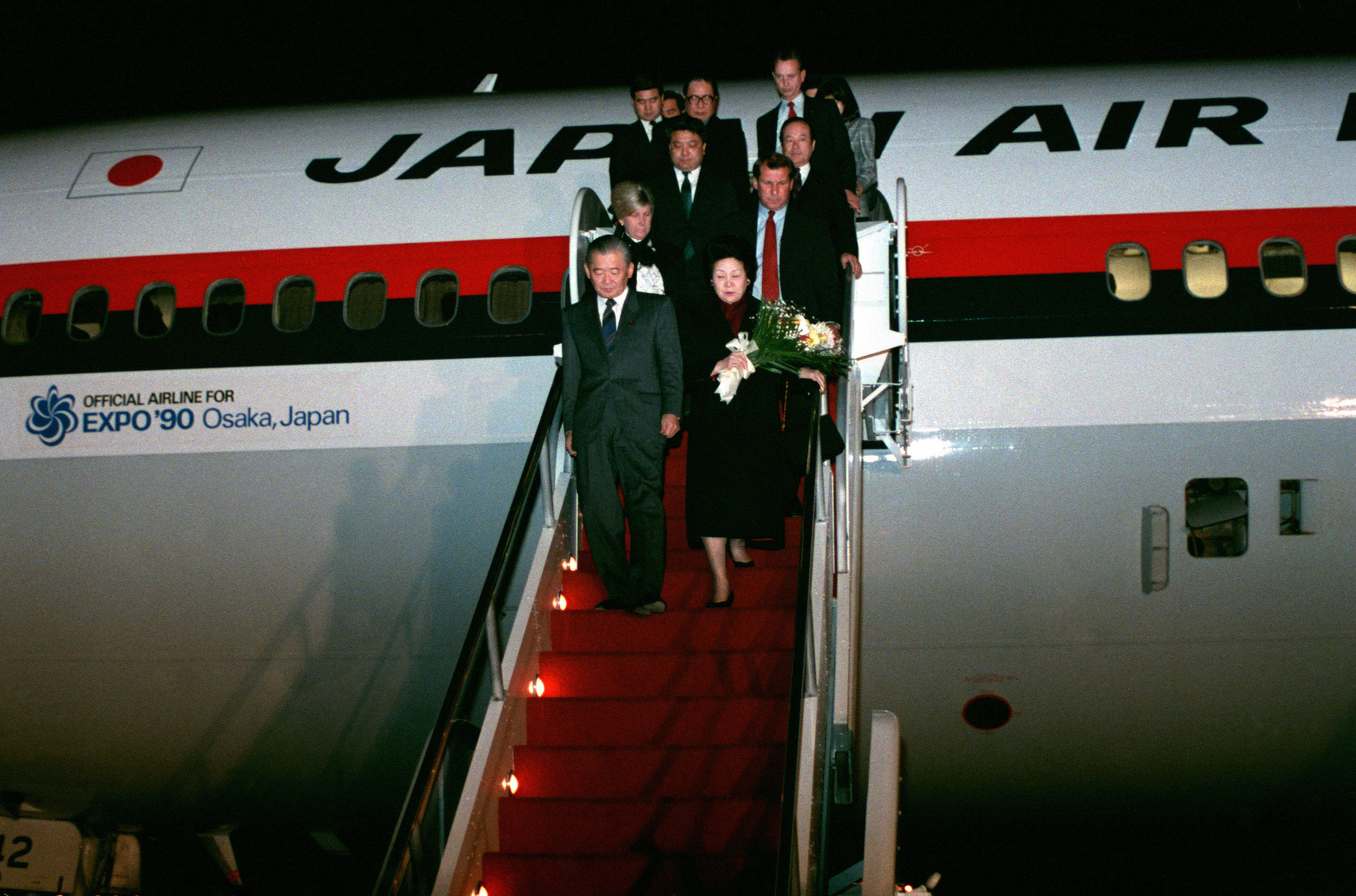
1989年日本時任首相竹下登訪美時以日本航空的一架DC-10為專機

日本的行政專機稱為「日本國政府專用機」（日本国政府専用機）。第一代行政專機為1991年購入的兩架747-47C（軍用尾號20-1101和20-1102，「-7C」為代表「日本政府」的波音客戶代號），由航空自衛隊旗下的航空支援集團特別航空輸送隊操作，平常停放於新千歲機場旁的千歲基地。而在這兩架專機啟用前，日本政府及皇室採用日本航空的客機作為專機，如1972年日本時任首相田中角榮訪華時以日航的一架道格拉斯DC-8為專機，1975年昭和天皇訪美時的專機（稱“御召機”）也是日航的DC-8，1989年至1992年则大多使用注册编号JA8169的日航747-246B:74。
越戰及兩伊戰爭期間，日本政府徵用日本航空的飛機執行撤僑任務時，曾遭該公司工會以機組員安全的問題反對。因此日本政府購入此兩專機除了政府及皇室使用外，也可擔任撤僑專機。2013年1月，北非阿爾及利亞發生因阿邁納斯人質事件，日本政府根據《自衛隊法》第84條規定，首次使用此專機前往阿爾及利亞載回日本公民。
由於負責政府專用機整備的日本航空，旗下同型機已於2011年度全部除役。整備工作改由擁有同型機的日本貨物航空負責，但該公司預定在2019年以前將旗下的同型機陸續退役，日本政府研判未來本機保養不易，因此原則決定兩架747-47C政府專用機將於2018年度除役，後繼機型以波音777、波音787及空中巴士A350為候選機種，由於波音787空間較小，且為強化美日同盟關係，及日航和全日空擁有同型機的整備能力，在2014年8月，日本政府決定購買2架波音777-300ER做為第二代的專機，已於2019年4月1日啟用。
另外，為降落一些小型機場，日本政府也曾討論另購如波音737或三菱重工生產的MRJ等小型機的可行性。明仁天皇夫婦曾在2018年3月28日搭乘日本航空的波音737專機前往日本最西端的與那國島視察。

#### 名稱
- 日本政府正式名稱：「日本国政府専用機」
- 航空自衛隊內部正式名稱：「特別輸送機」
- 英語名稱：「Japanese Air Force One/Two」

#### 呼號
- Japanese Airforce 001/002： 任務機/備用機。
- Cygnus 01/02：訓練、任務以外的移動時。

### 約旦
約旦國王以一架空中巴士A340-200和一架A318為專機。

### 哈薩克

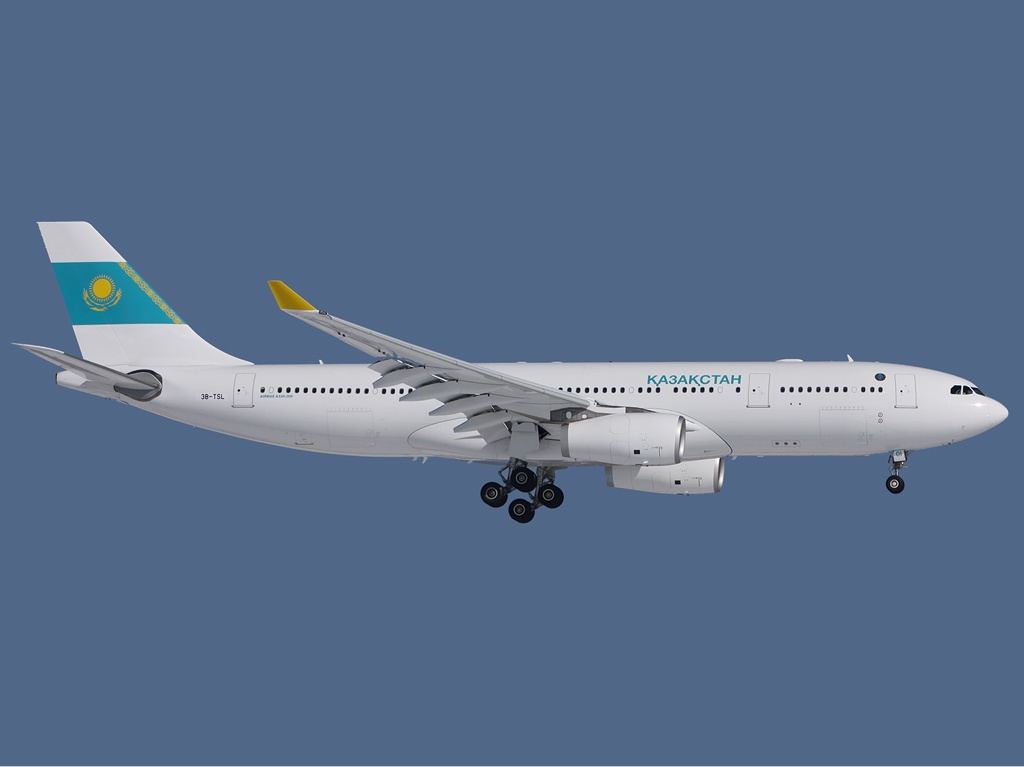
哈薩克斯坦政府的A330-200專機

哈薩克斯坦政府目前使用以下機型作為專機：
- 1架雅克-40
- 1架波音737-700BBJ
- 2架圖-134
- 1架圖-154
- 1架空中巴士A320
- 1架波音757
- 2架空中巴士A330-200

### 朝鲜

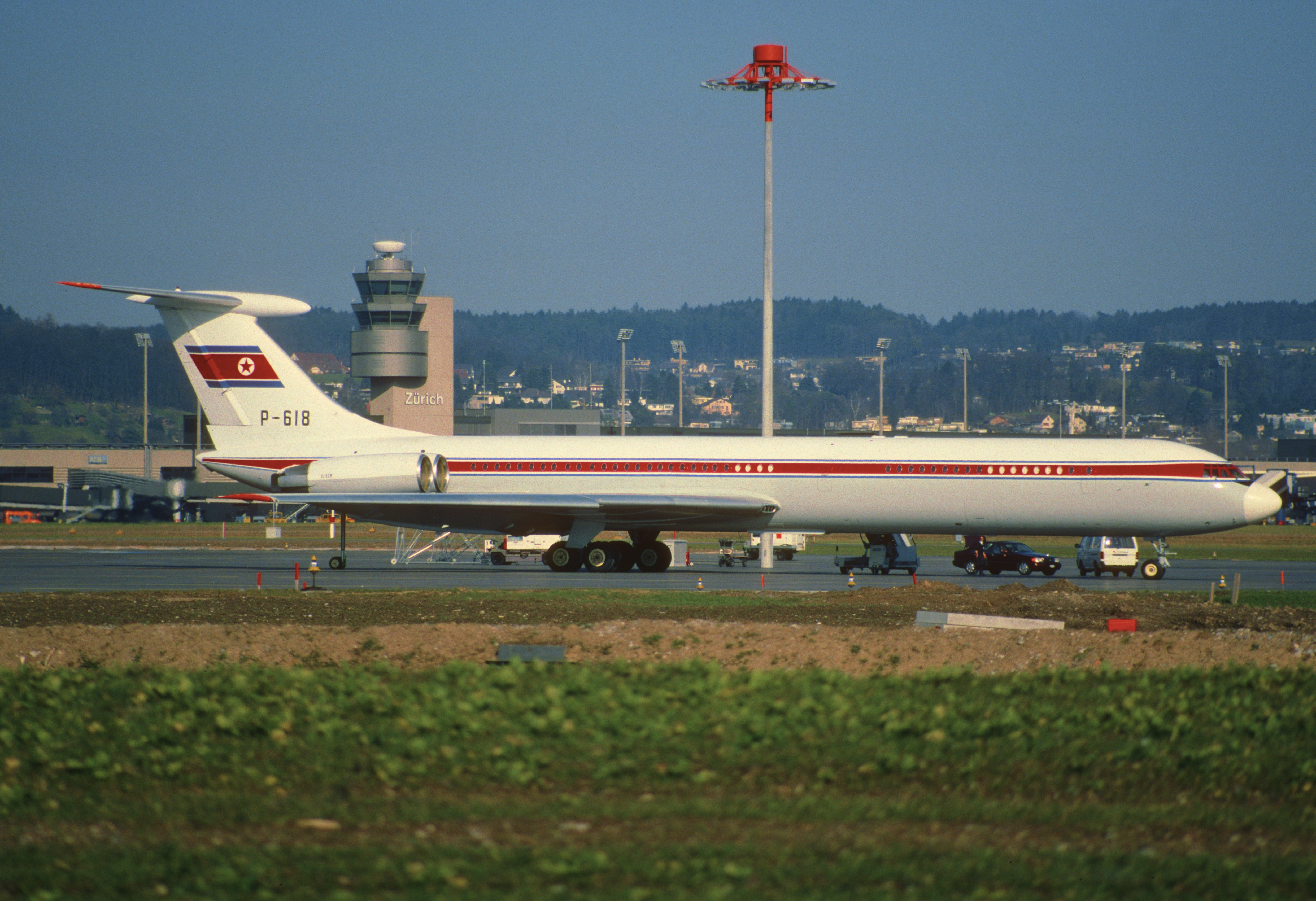
朝鮮政府的伊爾-62專機在蘇黎世機場
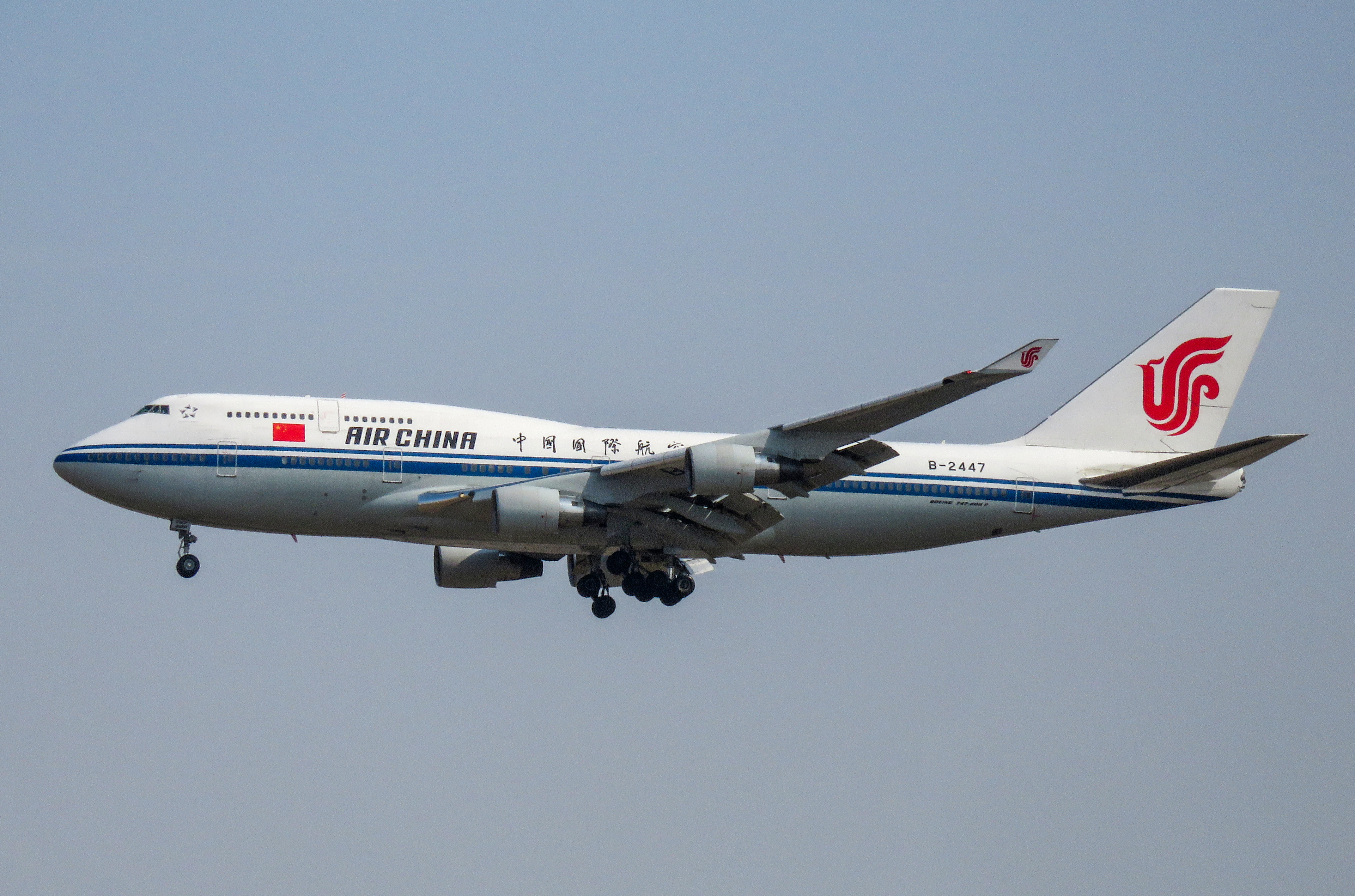
朝鲜领导人金正恩前往新加坡时乘坐的中国国际航空B-2447号客机（2018年3月摄）
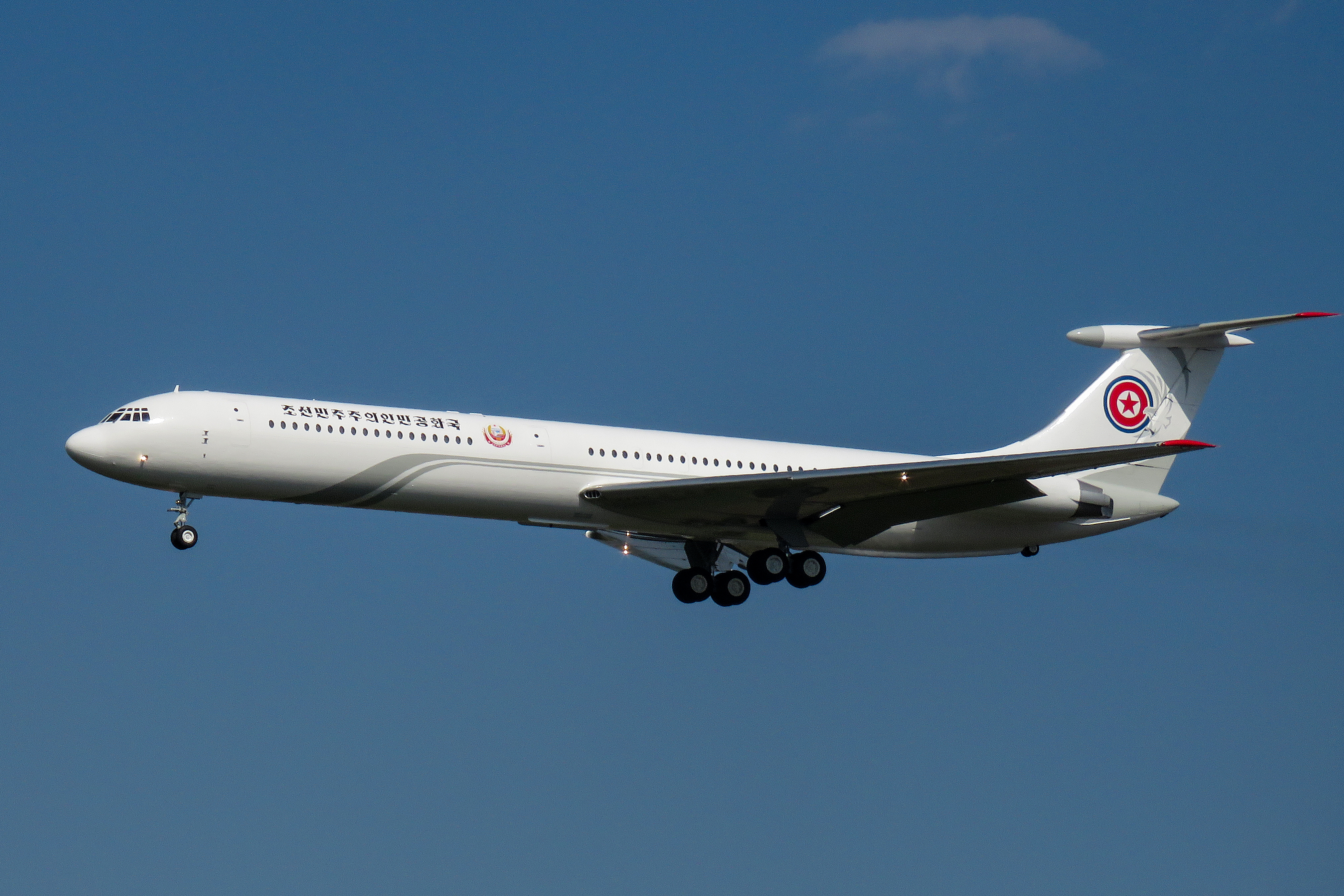
金正恩2018年6月访华时乘坐的伊尔-62M

朝鮮民主主義人民共和國的政府專機全數由高麗航空負責。用作專機的一般是兩架伊爾-62，編號分別為P-618（2014年變更注册為P-883）和P-882，這兩架飛機雖塗有高麗航空塗裝，但機身及機翼下並沒有高麗航空的字樣。另外，編號為P-552的圖-154也曾用作政府專機。
2014年5月，朝鮮中央通訊社刊登最高領導人金正恩與夫人李雪主搭乘專機參加朝鮮人民軍航空和反航空軍飛行指揮官戰鬥飛行技術大賽的照片，專機一樣為伊爾-62，但沒有高麗航空的紅色腰線塗裝，機身上以朝鮮諺文寫「朝鮮民主主義人民共和國」並繪有朝鮮國旗，機尾則是象徵金正恩的五角星徽章。此架伊爾-62是否為前述的兩架之一更改塗裝或是其他架飛機則不得而知。
2018年6月10日，金正恩啟程前往新加坡與美國總統唐納德·特朗普會談，原計畫使用稱為「蒼鷹號」的伊爾-62，但改為使用中國做為行政專機使用、機身註冊號B-2447的波音747-400做為往返新加坡的專機。據悉，該客機曾作為中國總理李克強的行政專機。

### 韓國

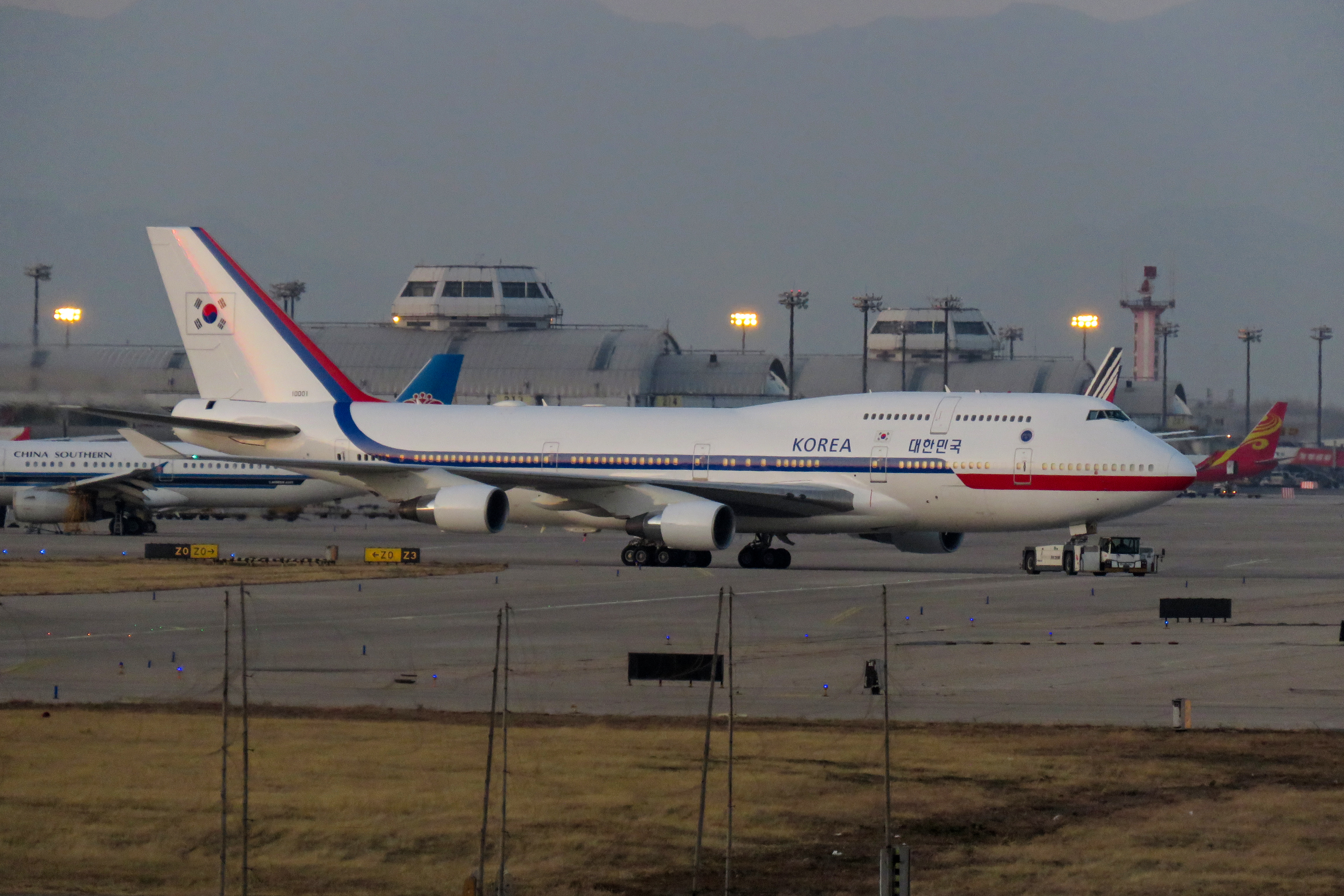
韩国政府的波音747-400专机

目前大韓民國總統專機包括兩架CASA CN-235，一架波音737-300和一架租借自大韓航空的波音747-400（編號原為HL7465，后改為10001，已退租，即将更换为租借自大韓航空的波音747-8I）。
由於停靠日本橫濱的郵輪鑽石公主號上爆發新型冠狀病毒肺炎疫情，而該船上仍有韓國公民，故此韓國政府於2020年2月19日派出其中一架CN-235專機前往東京羽田機場，執行相關撤僑行動。

### 科威特

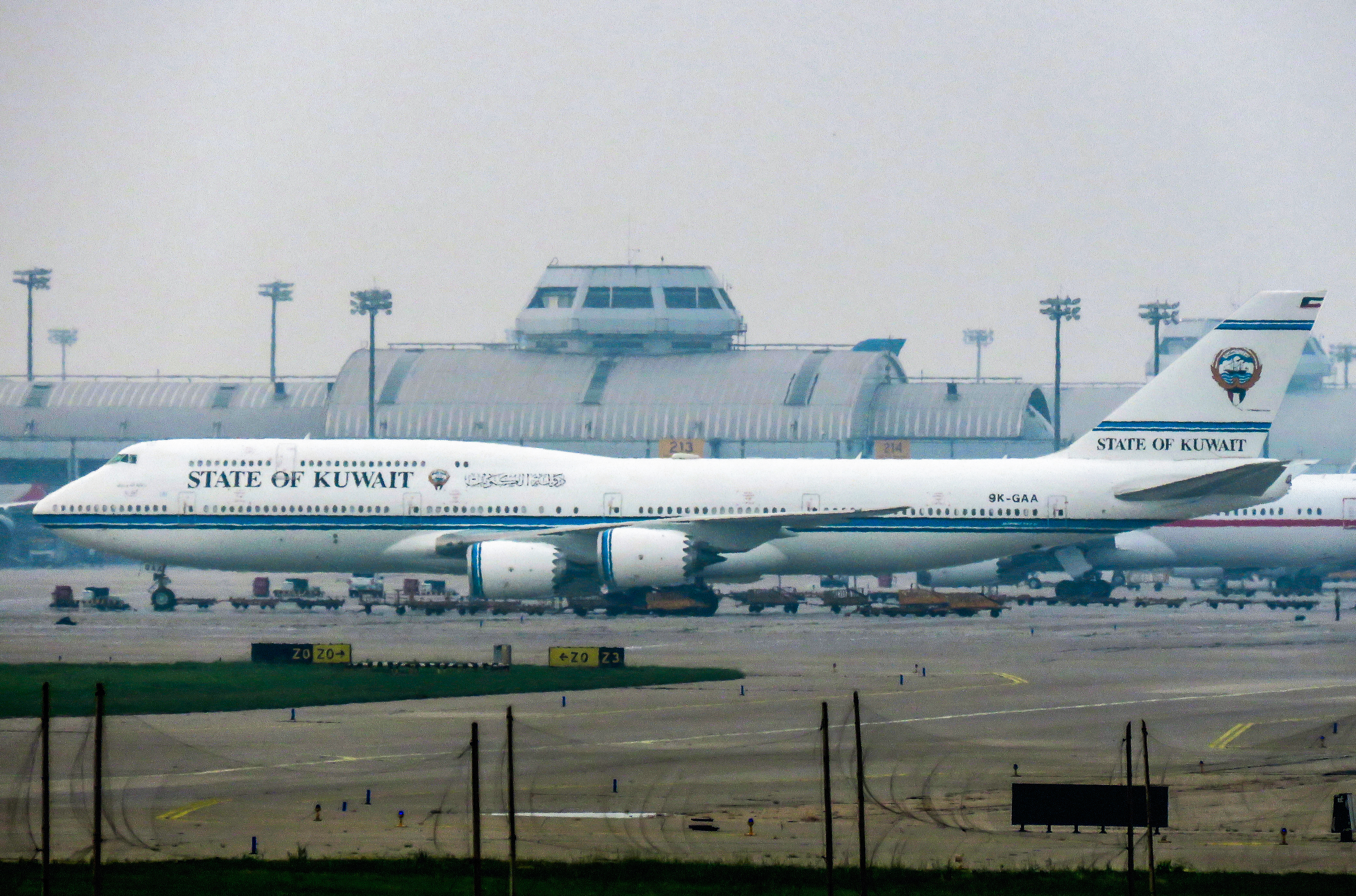
科威特政府专用的波音747-8在北京首都国际机场
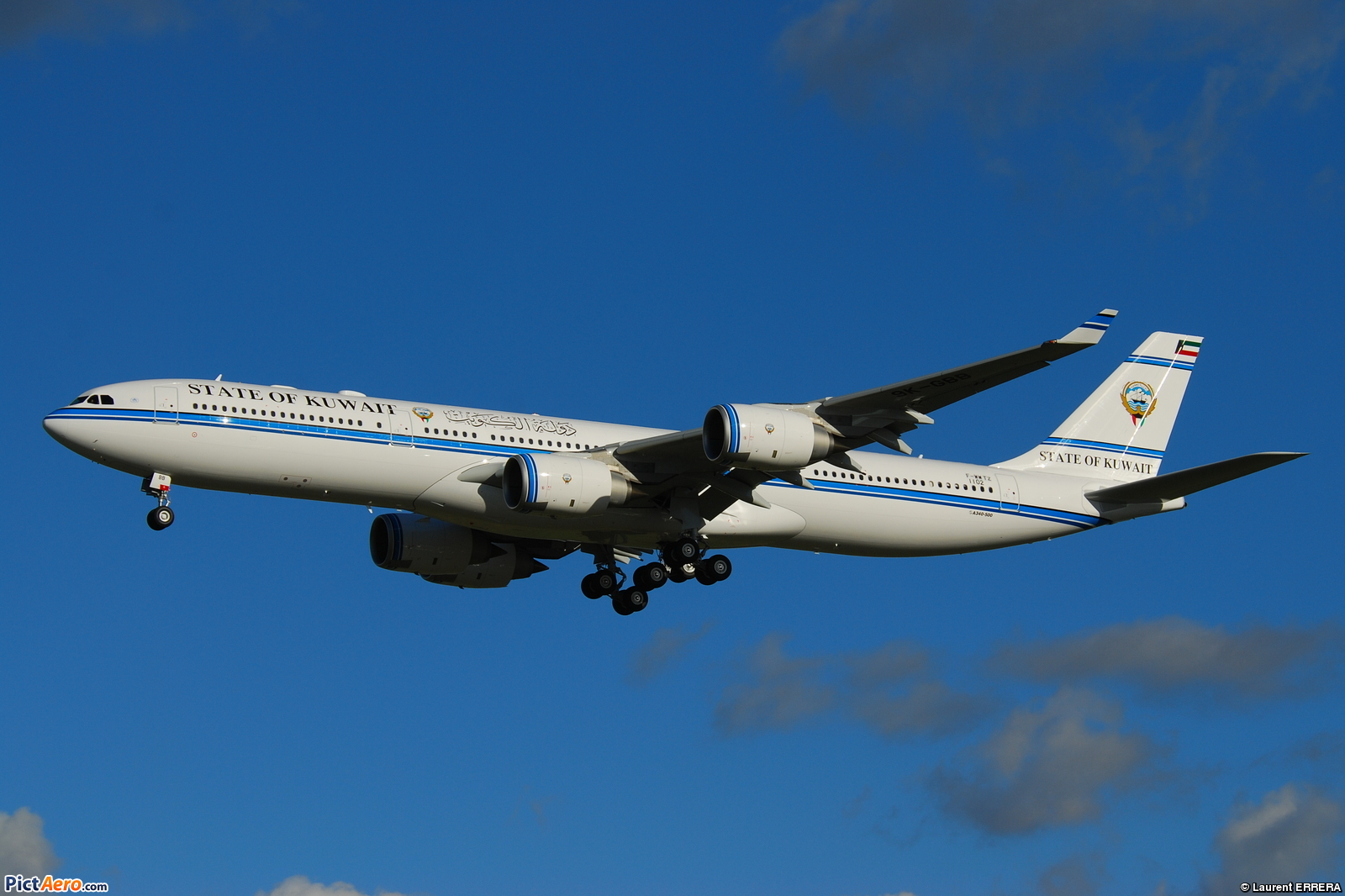
用作科威特政府專機的空客A340-500

2013年4月之前，科威特埃米爾以科威特航空的一架波音747-400M為專機，此後改用一架A340-500。科威特埃米爾還以一架波音747-8（該機為747-8I樣機）作為專機。
目前科威特王室及政府專用機隊如下：
- 一架空中巴士A300
- 一架空中巴士A310由埃米爾的警衛使用
- 一架空中巴士A319由科威特政府使用
- 一架空中巴士A320由科威特政府使用
- 兩架空中巴士A340-500由科威特埃米爾、王儲、首相使用
- 一架波音747-8，用於科威特埃米爾專機
- 一架灣流G550由科威特政府使用
- 四架灣流V（英语：Gulfstream V）由科威特政府使用

### 馬來西亞

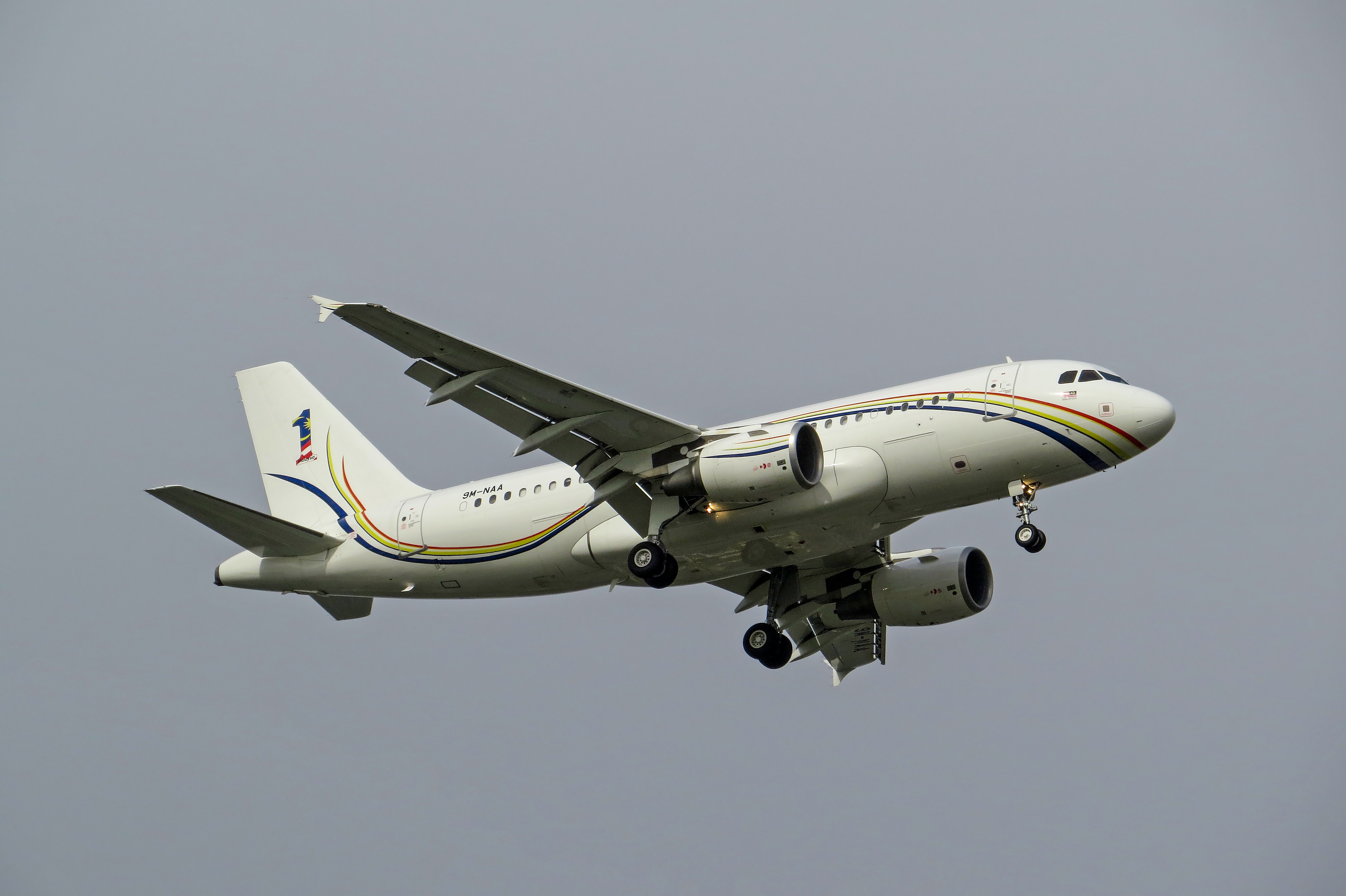
馬來西亞政府的A319專機在北京首都国际机场（摄于“一带一路”国际合作高峰论坛前夕）

馬來西亞政府專機現時為一架空中客車A319，編號為9M-NAA。之前，馬來西亞的政府專機為一架編號為M53-01的波音737-700公務機。

### 蒙古
蒙古國政府使用蒙古民用航空的波音767-300ER（JU-1011）或波音737-800（EI-CXV）、波音737 MAX（EI-MNG）執行外訪專機任務。

### 尼泊爾
尼泊尔政府要員的專機現時為尼泊尔航空的波音757-200。

### 阿曼
阿曼苏丹的專機包括一架波音747-400、一架波音747SP、兩架灣流IV和一架空中客車A320。

### 卡塔尔

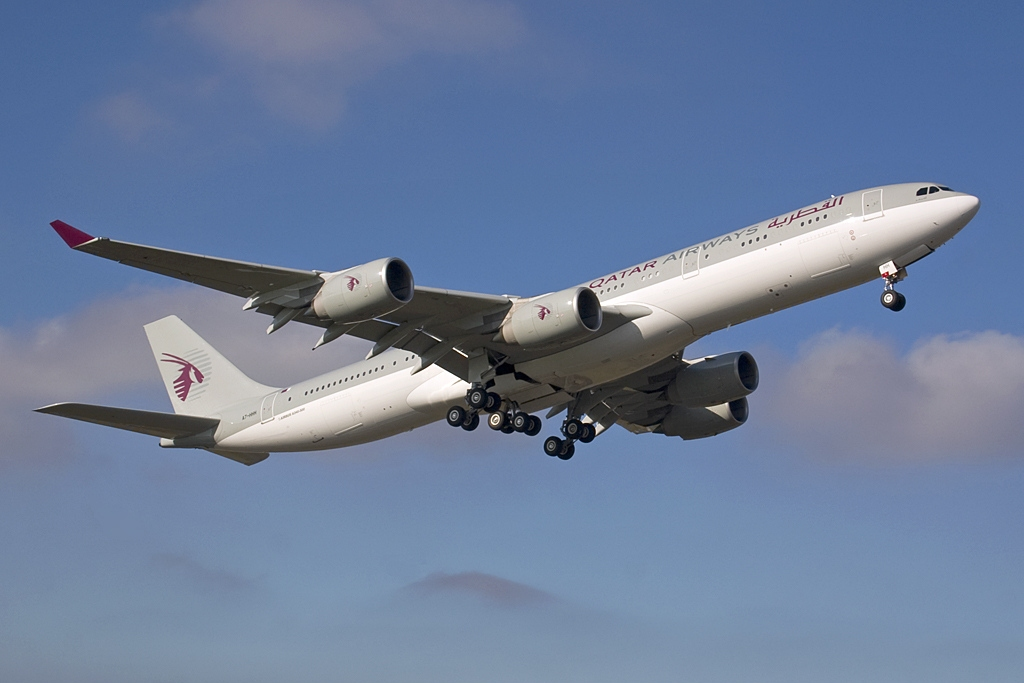
用于卡塔尔政府专机的一架空中客车A340-500，仍使用旧版卡航涂装

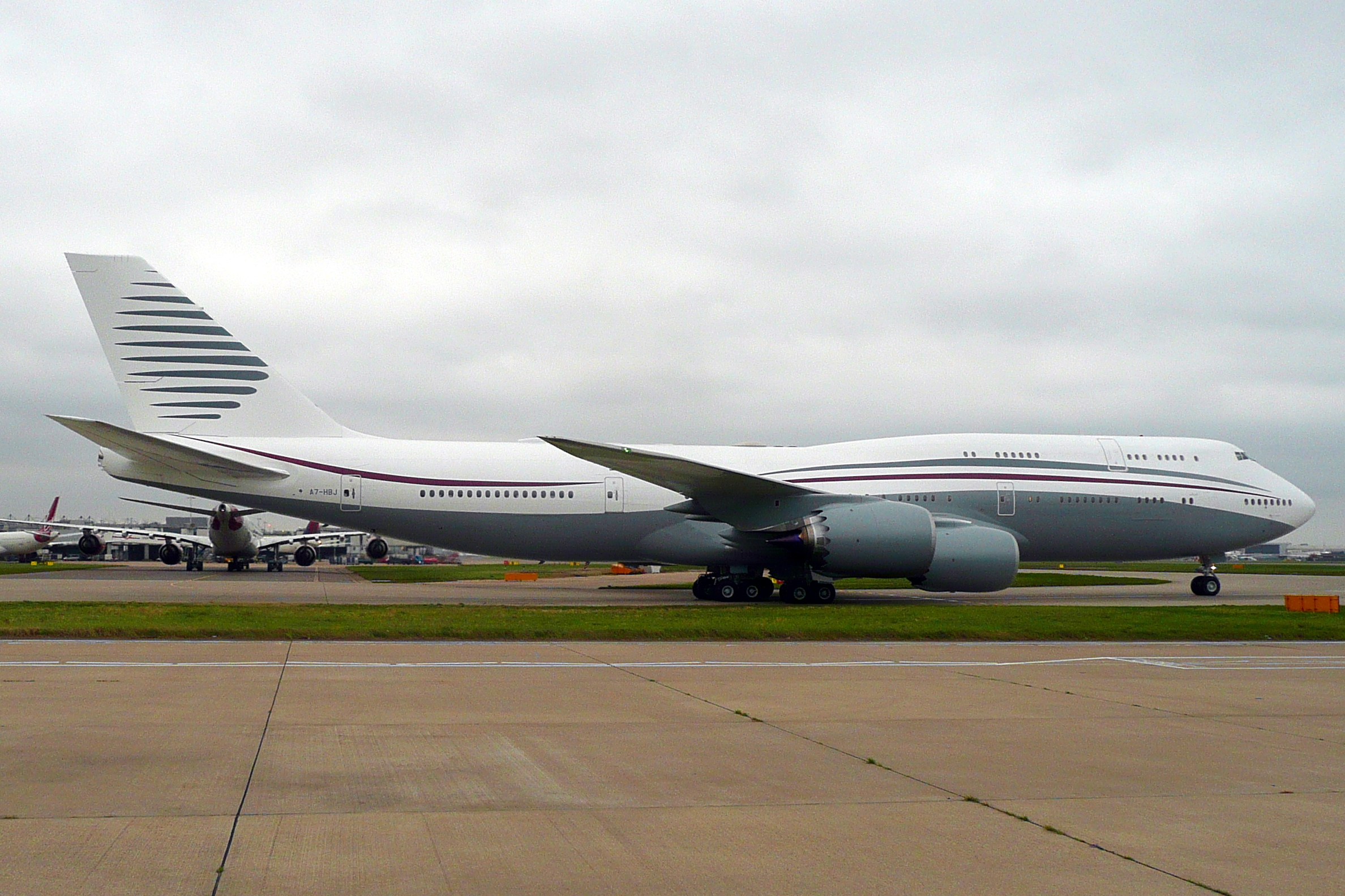
一架用于卡塔尔政府专机的波音747-8，其涂装并非卡航标准涂装

卡塔尔政府拥有一家直属的专机航空公司（ICAO代码：QAF，呼号：AMIRI），为卡塔尔皇室及政府官员提供专包机服务，现时拥有13架飞机，多数均涂为卡塔尔航空涂装。
| 机型                  | 数量             |
| --------------------- | ---------------- |
| 空中客车A310-308      | 1                |
| 空中客车A319-133X(CJ) | 3                |
| 空中客车A320-232      | 1                |
| 空中客车A320-232(CJ)  | 1                |
| 空中客车A330-202      | 2                |
| 空中客车A340-211      | 1                |
| 空中客车A340-313X     | 1                |
| 空中客车A340-541      | 1                |
| 波音747-8BBJ          | 1 （1架待交付）  |
| 波音747SP             | 1                |
| 总数                  | 13（+1架待交付） |

另有一架庞巴迪BD-700-1A10环球快车和卡塔尔空军的一架C-17运输机虽不属于专机队，但有时也承担专机任务，且披有卡航标准涂装。

### 沙特阿拉伯

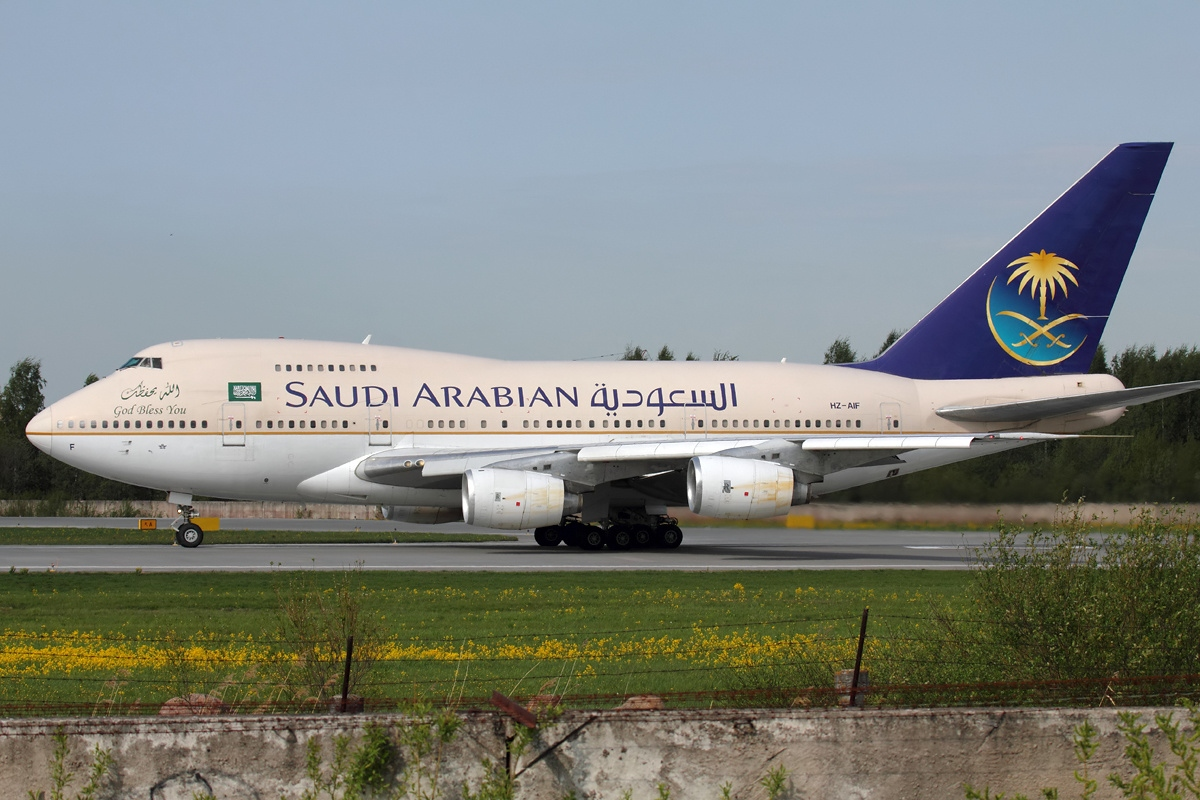
沙特政府波音747SP專機在普爾科沃機場（攝於2011年）

沙特阿拉伯皇室專機多數披有沙地阿拉伯航空的塗裝，包括空中客車A340-200，波音747SP，波音747-300，波音747-400以及波音BBJ 787-8，歷史上亦曾使用波音707和麥道MD-11。

### 新加坡
新加坡總統、總理及政府官員外訪時主要乘坐新加坡航空的商業航班出訪，但在短途飛行時則使用新加坡空軍的福克50。

### 斯里蘭卡
斯里蘭卡政府主要使用斯里蘭卡航空的空中巴士A330-200和空中巴士A340-300執行外訪專機任務，國內專機則使用貝爾412直升機。

### 泰國

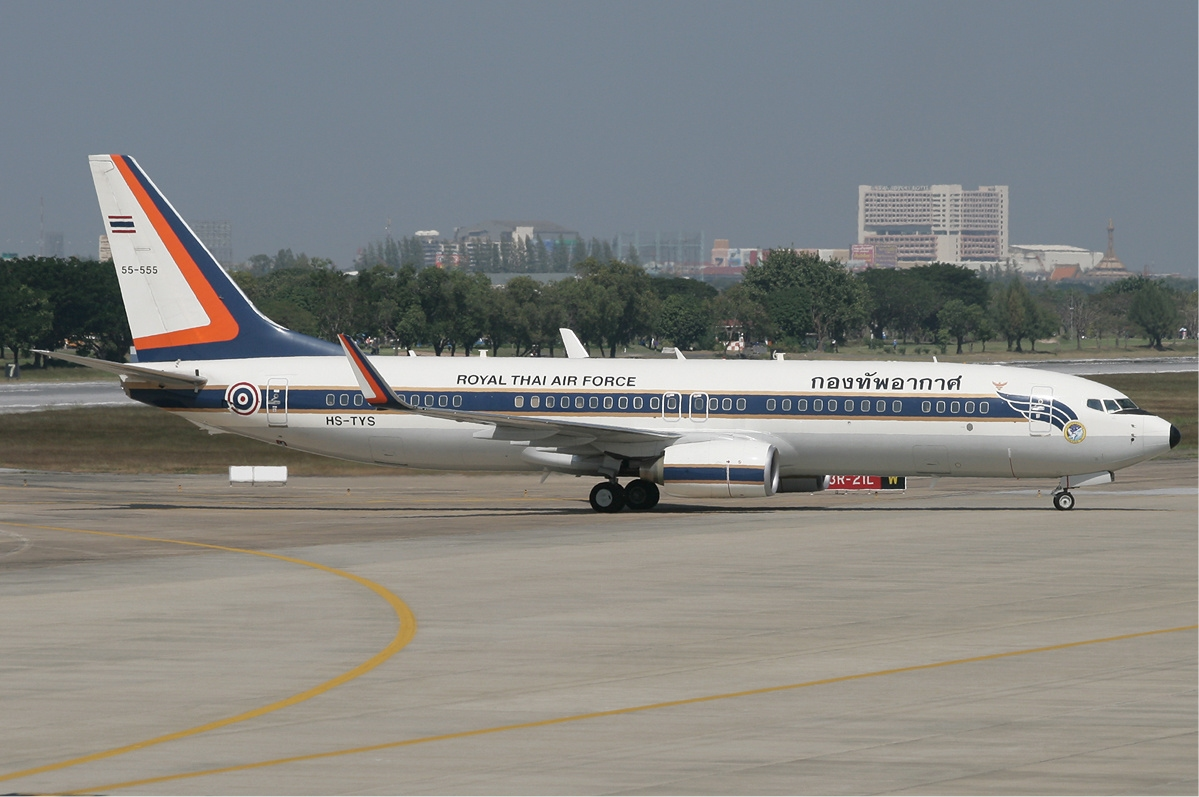
泰国空军的波音737-800
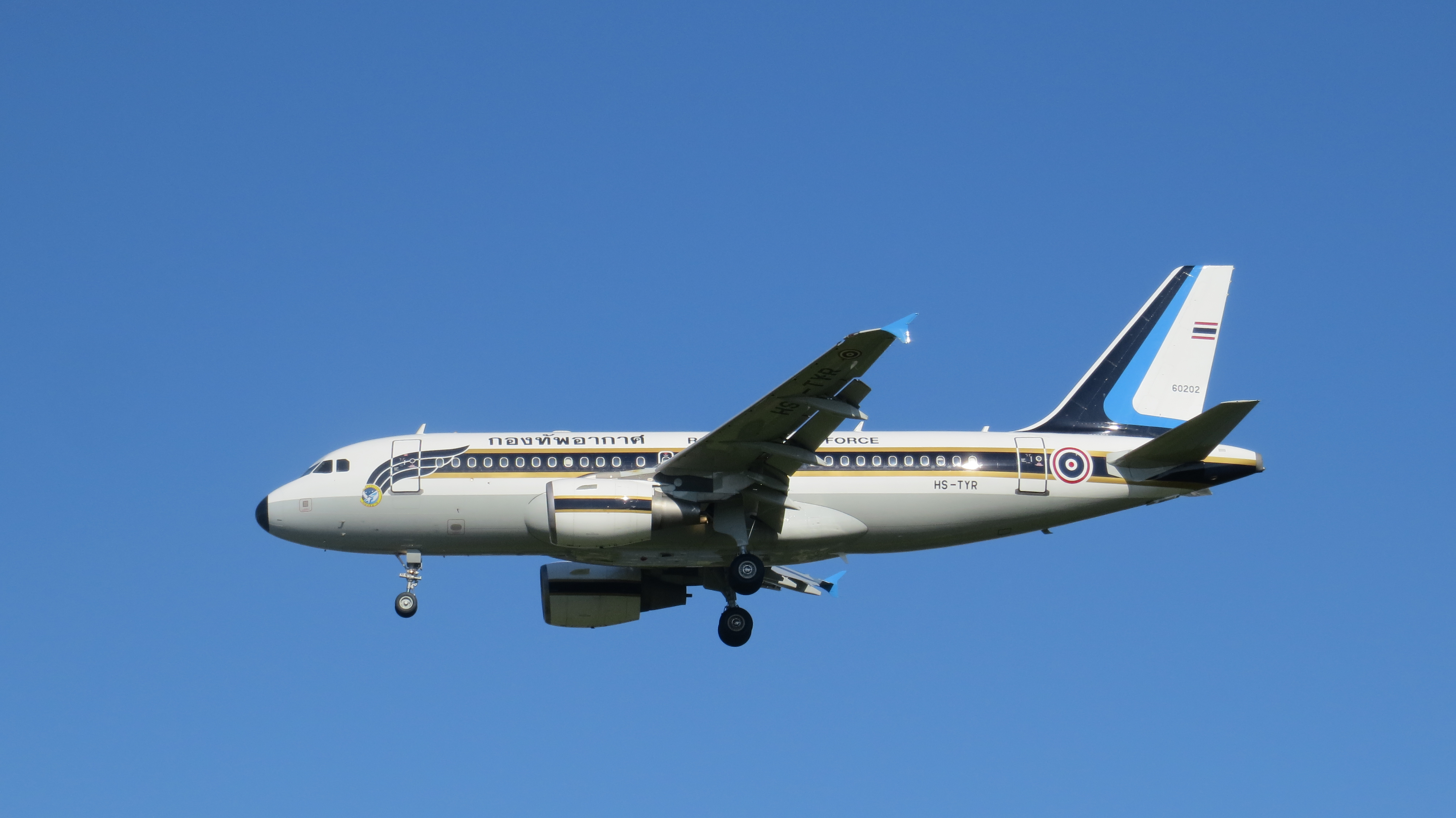
泰国政府A319专机在北京首都国际机场（2015年9月）
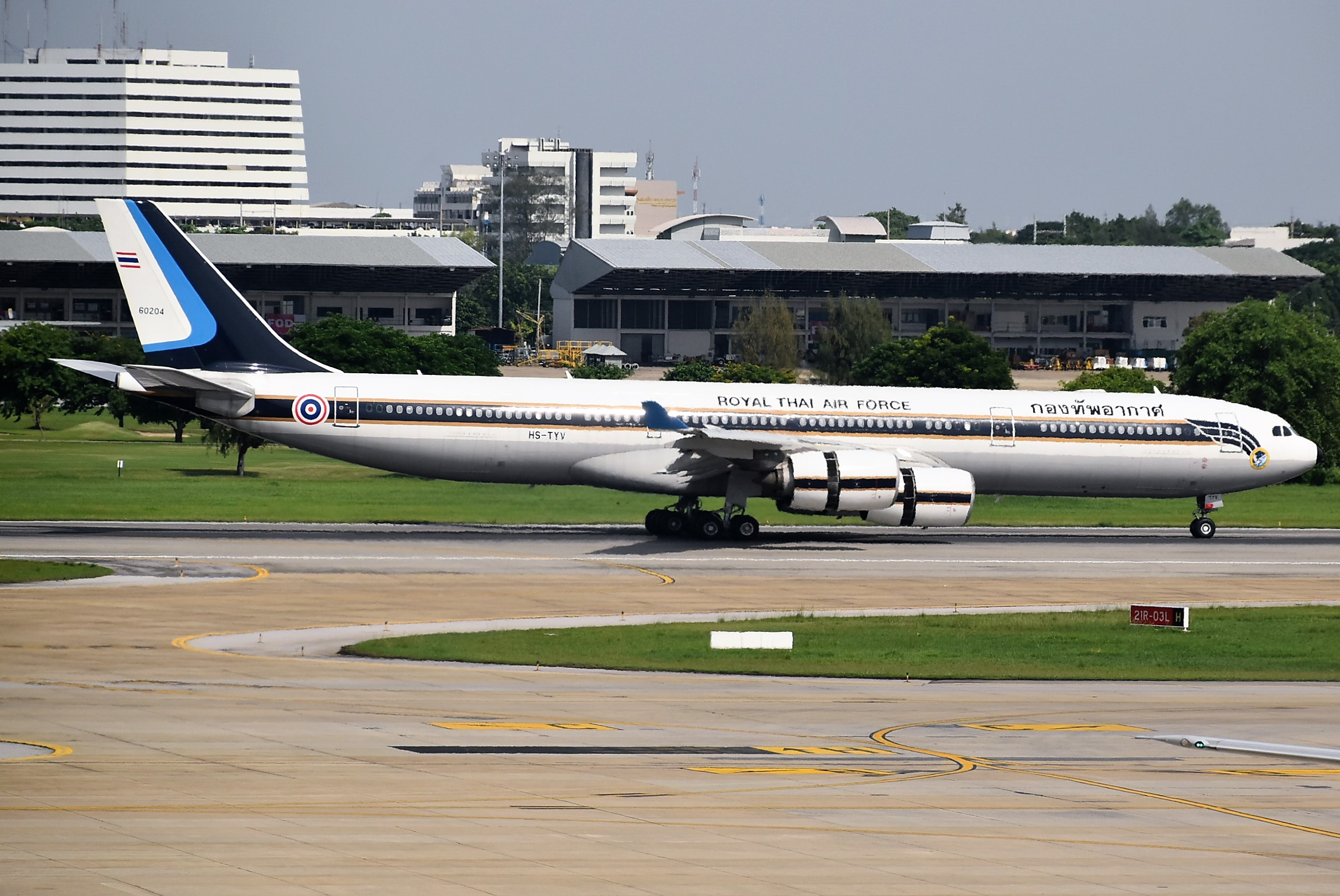
泰国政府新增的A340-500专机HS-TYV（原泰航HS-TLC）

泰國空軍一般使用波音737-800執行王室專機任務，而泰國王室成員有時也乘坐泰國國際航空的民航班機外訪。
泰國政府一般使用泰國國際航空的空中巴士A340-541HGW執行政府專機任務，也使用一架A319CJ和兩架ERJ-135LR。

### 土耳其
土耳其政府专机由土耳其航空负责维护，包括一架空中客车A319（编号TC-ANA）、一架空中客车A330-200（编号TC-TUR）、一架空中客车A340-500（编号TC-CAN，原突尼斯政府专机）、一架波音747-8（编号TC-TRK，原卡塔尔埃米尔专机）等。土耳其总统乘坐的任何飞机均以“Turkish Republic One- Heavy”为呼号。

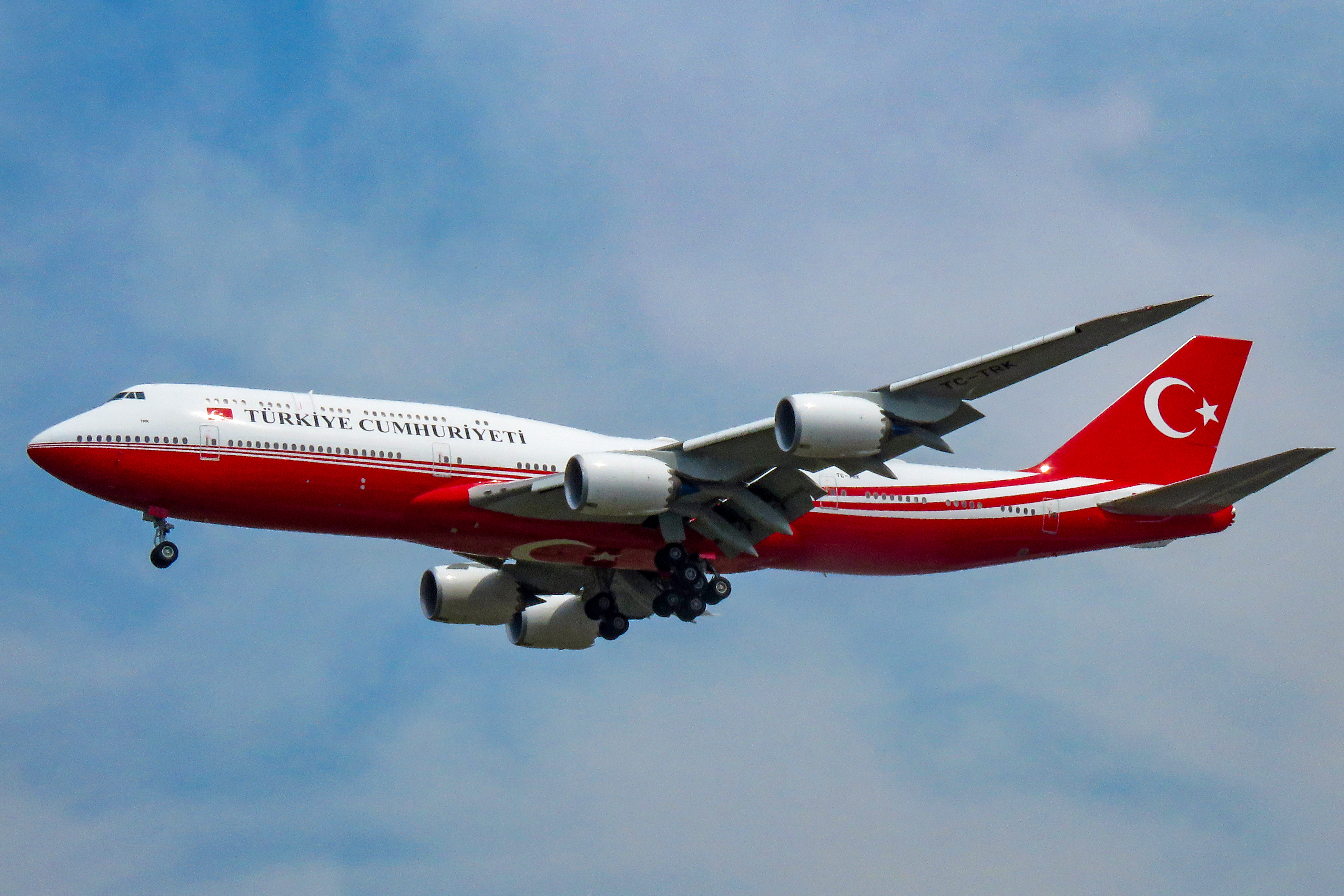
2018年引进的TC-TRK
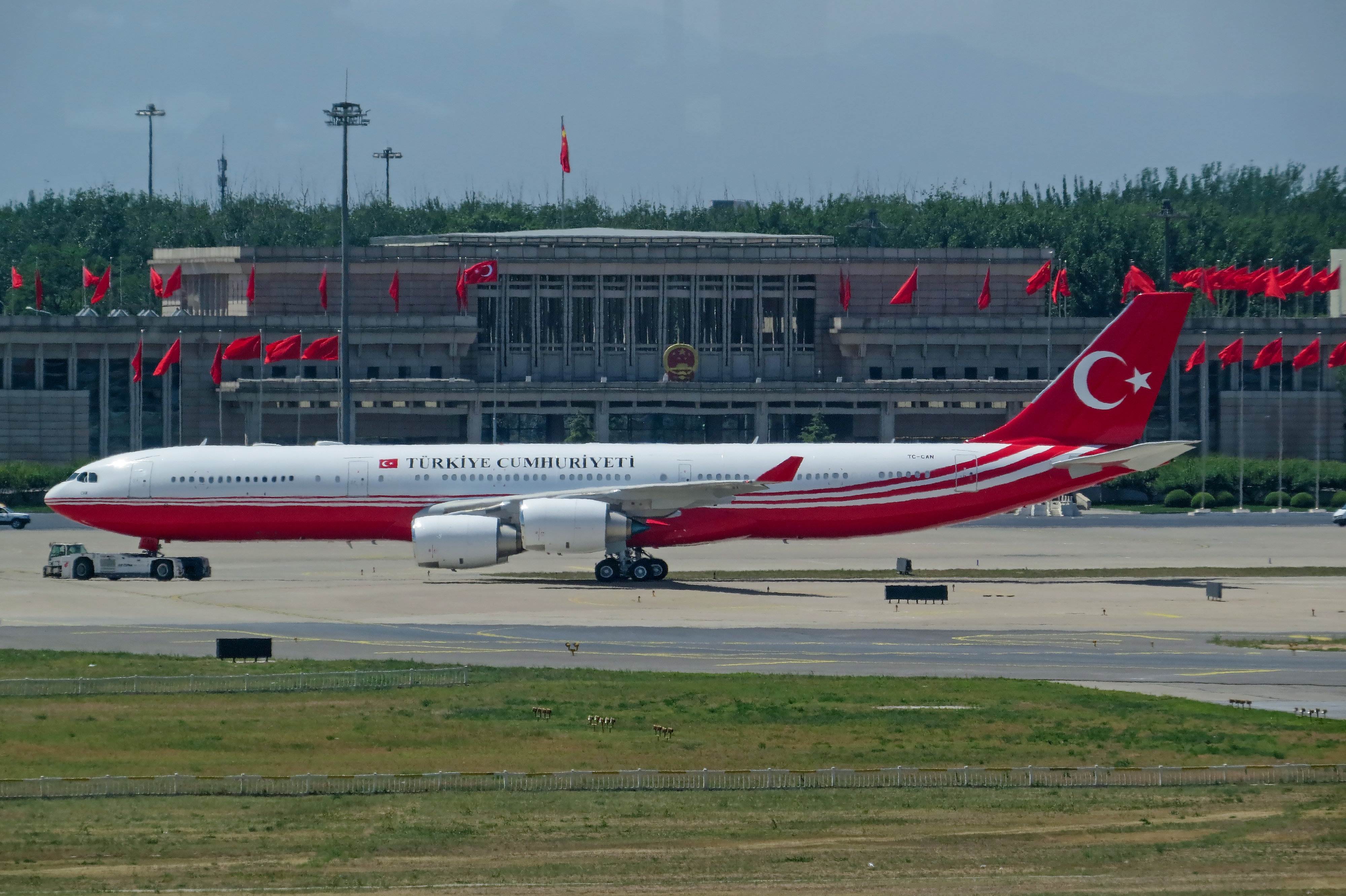
TC-CAN在北京首都机场，准备接载土耳其总统埃尔多安离京（2017年5月）
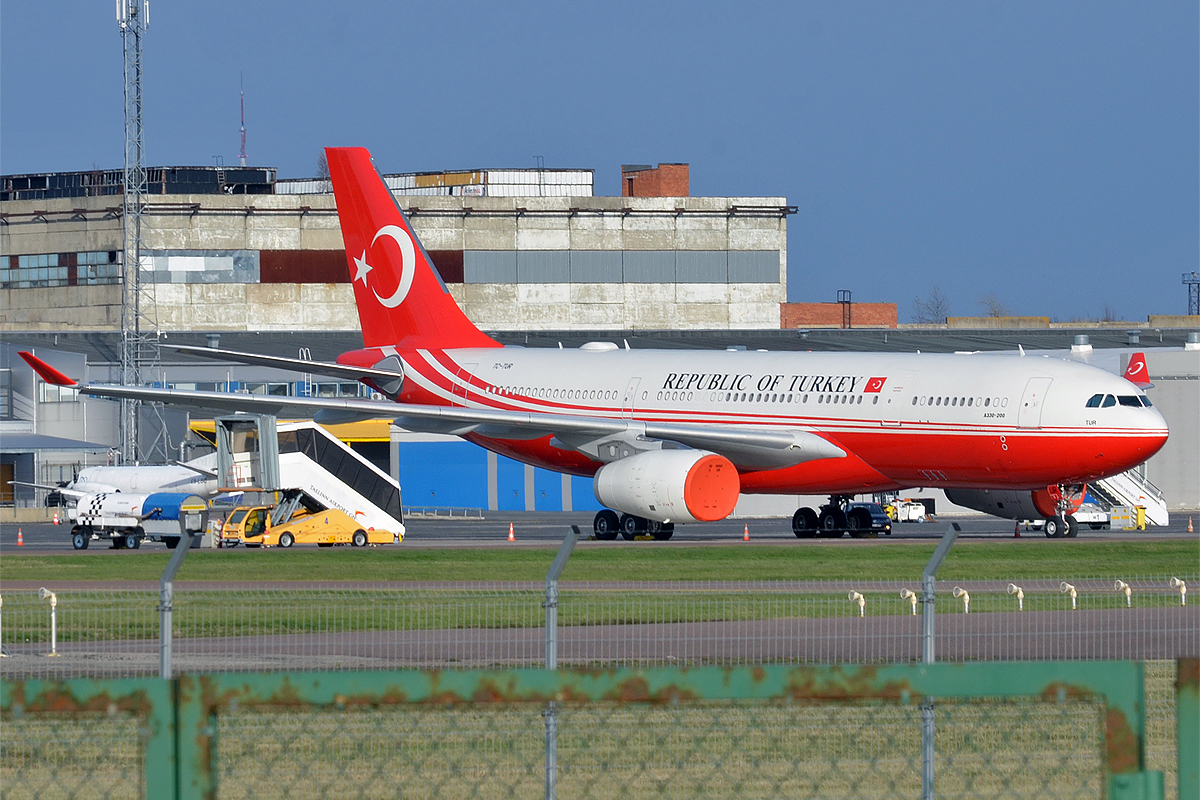
TC-TUR在塔林机场（2014年10月）
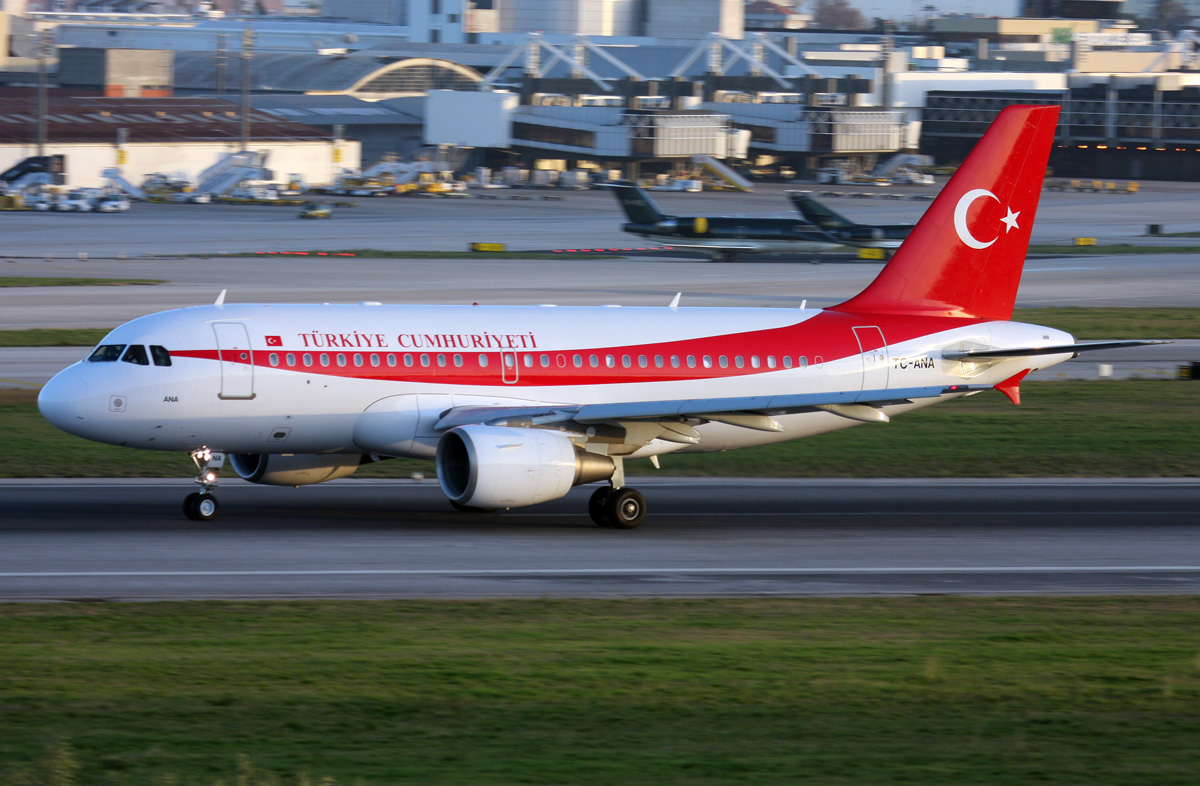
TC-ANA在里斯本（2007年12月）

### 土庫曼
土庫曼斯坦政府專機由土庫曼斯坦航空承運，在2004年－2010年間為一架波音767-300ER（EZ-A700），2010年改用一架波音777-200LR（EZ-A777、EZ-A780）。

### 烏茲別克
烏茲別克政府專機包括一架波音757-200和一架波音767-300。

### 越南
以越南共产党中央委员会总书记为首的“越南四柱”领导人一般乘坐越南航空客机出访。包括波音787-9（注册号VN-A868）等。

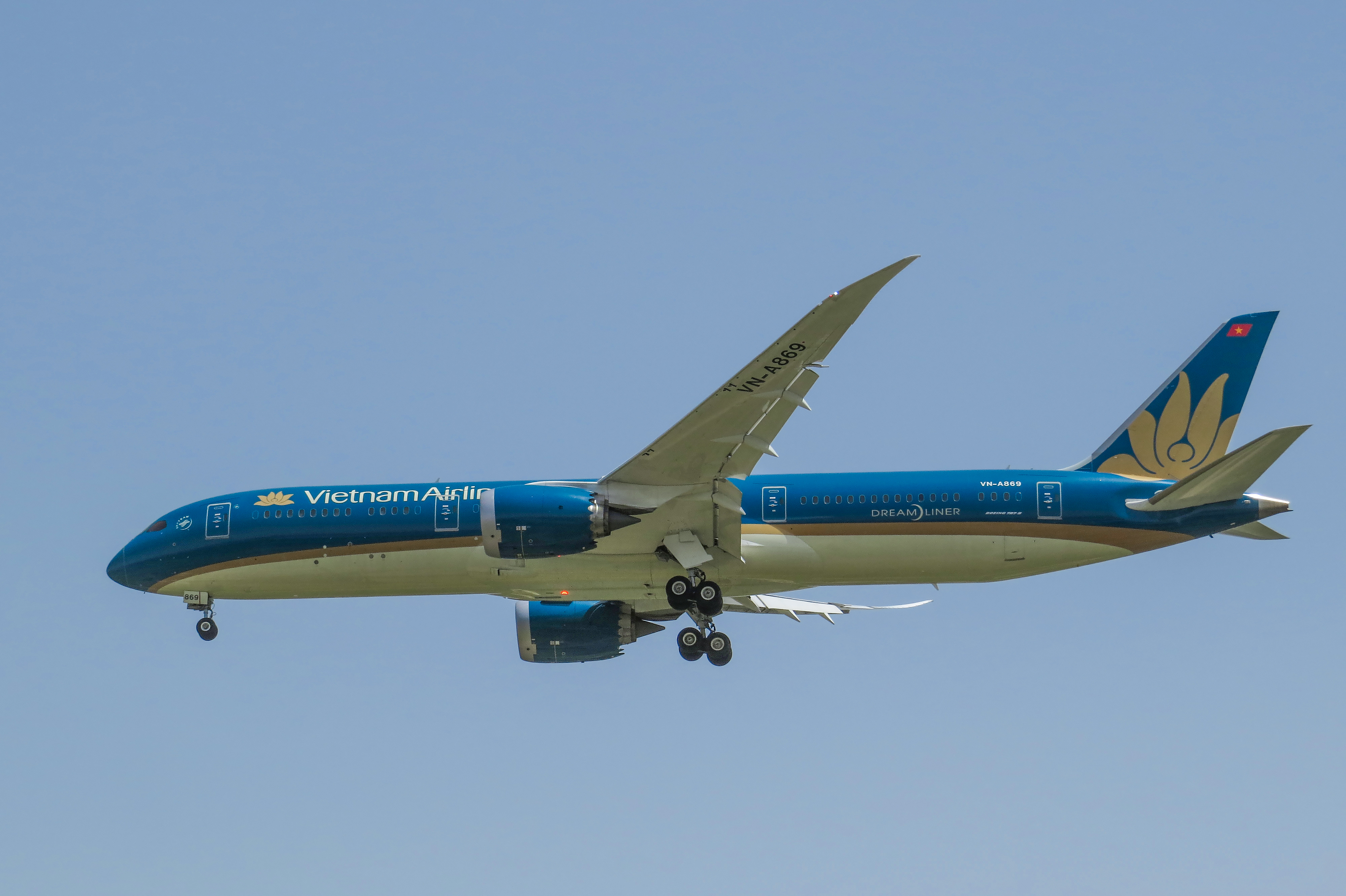
越南国家主席陈大光乘坐的越航波音787-9降落在北京首都国际机场（2017年5月）

### 也門
也門政府專機為配屬也門航空的一架波音747SP。

## 歐洲

### 白俄羅斯
白俄羅斯使用白俄羅斯航空的一架波音737BBJ（編號EW-001PA）、一架波音767-300ER（編號EW-001PB）和一架圖-154（編號EW-85815）執行政府專機任務。

### 比利時
比利時行政專機主要由第15空運部隊負責，主要負責輸送比利時王室與政府成員，現為一架A321-200。

### 保加利亞
主要由第28航空支隊負責該國要人運輸，目前有一架A319以及一架達梭5000。

### 波斯尼亞与黑塞哥维那
波斯尼亞与黑塞哥维那政府主要由賽斯納510作為行政專機。

### 丹麦

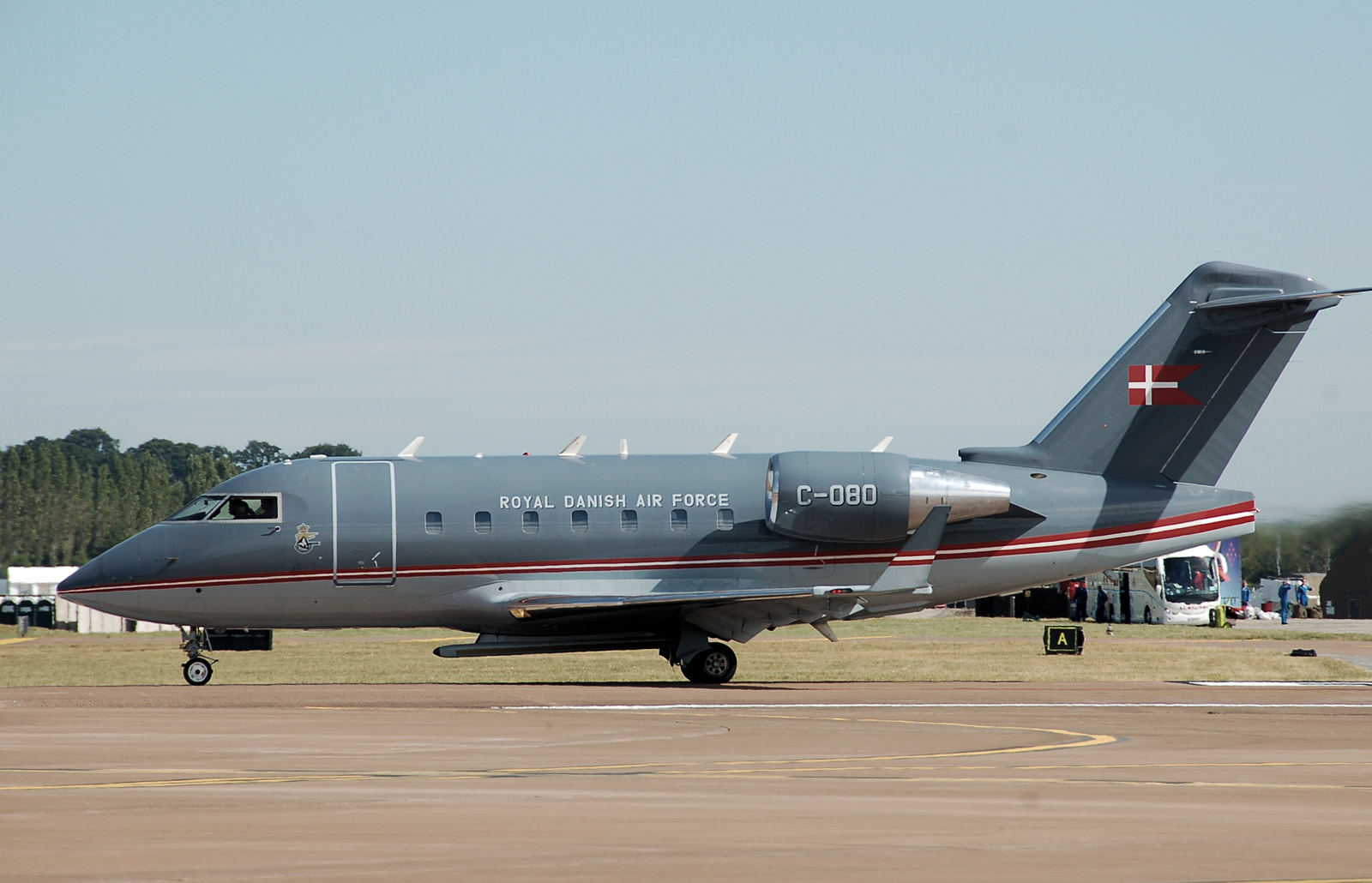
丹麦政府的庞巴迪挑战者专机

丹麥皇家空軍使用四架龐巴迪挑戰者604执行丹麦政府及王室的专机任务。

### 法国

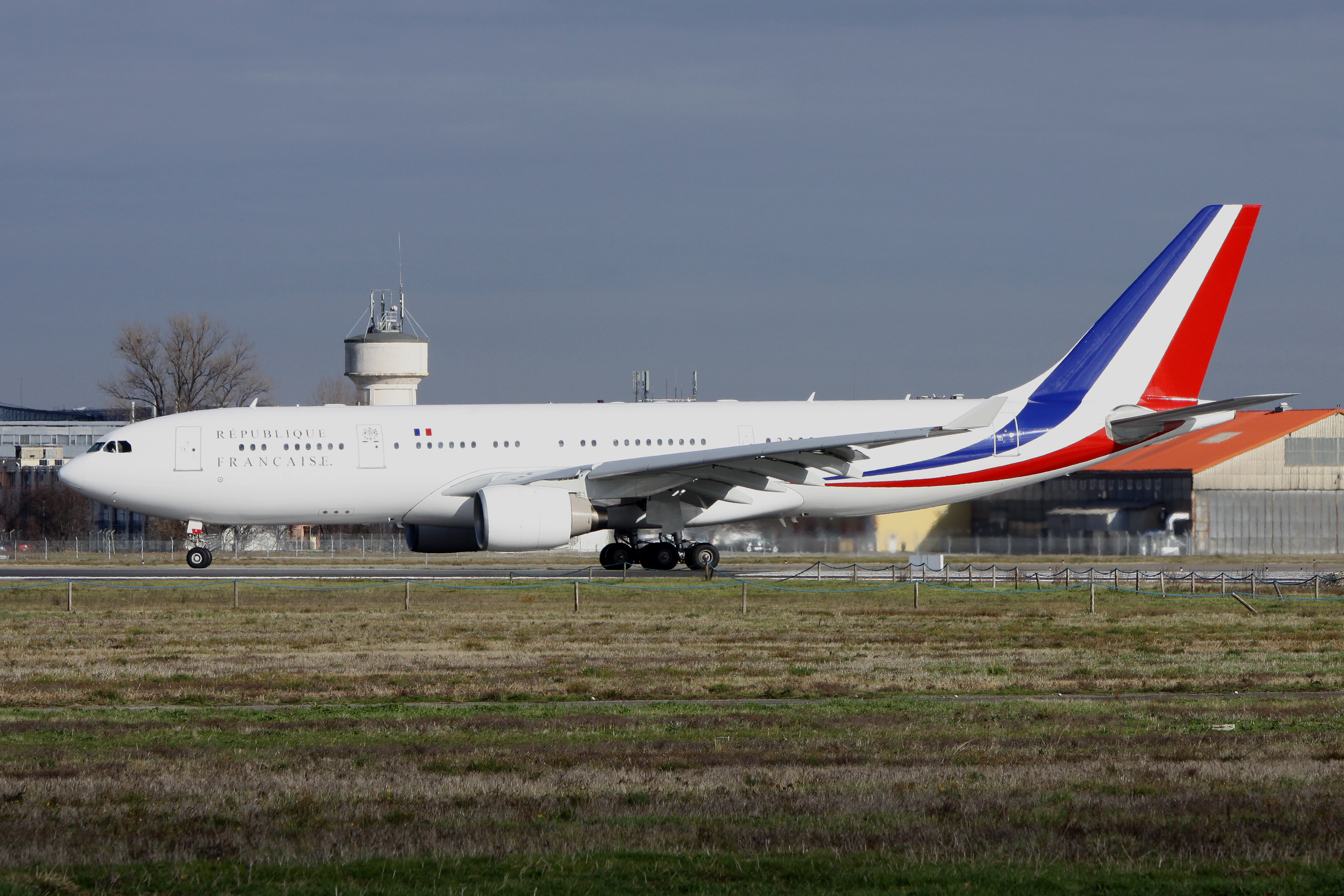
法国政府的空客A330专机

法国政府专机由法国空军第60运输中队执行，现时执管4架达索猎鹰50型，2架达索猎鹰900，2架达索猎鹰7X和一架空中客车A330-200。其中，现时用于法国政府专机的A330-200购自加勒比海航空，并非全新飞机。
法国空军3/60运输中队的3架空中客车A310-304和两架空中客车A340-200也被用作专机。
法国政府官员有时亦租用法國航空客机出行，协和飞机在法航服役期间亦曾执行专机任务。

### 德國

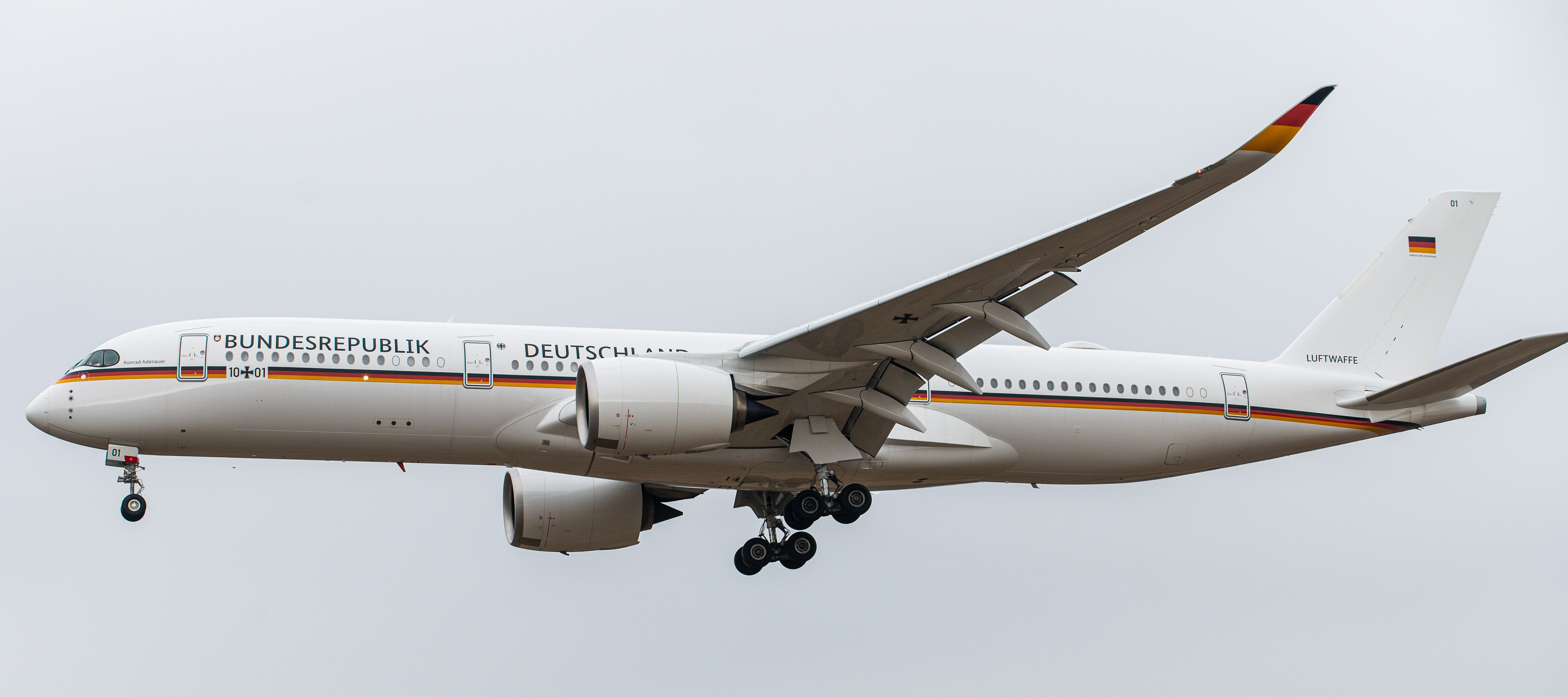
德國政府第三代“康拉德·阿登納號”A350專機

德國目前主要使用三架一手空中巴士ACJ350-900ULR執行專機任務。該等專機航程可長達20,000公里，為目前全球續航力最強的政府專機。此前，德國政府亦曾先後使用波音707（兼作空中加油機）、空中巴士A310，以及原屬漢莎航空的兩架空中巴士A340-313E作政府專機。
編號為10+01的ACJ350專機以康拉德·阿登納（西德首任總理）冠名，為第三代同名專機；此外，10+02及10+03備用機材，則分別以特奥多尔·豪斯（西德首任總統），以及庫爾特·舒馬赫（西德初年反對黨領袖）冠名。
另外，兩架空中巴士A319CJ、四架龐巴迪全球特快、三架AS532直升機也執行德國政府、國會或軍方的專機任務。

### 荷蘭

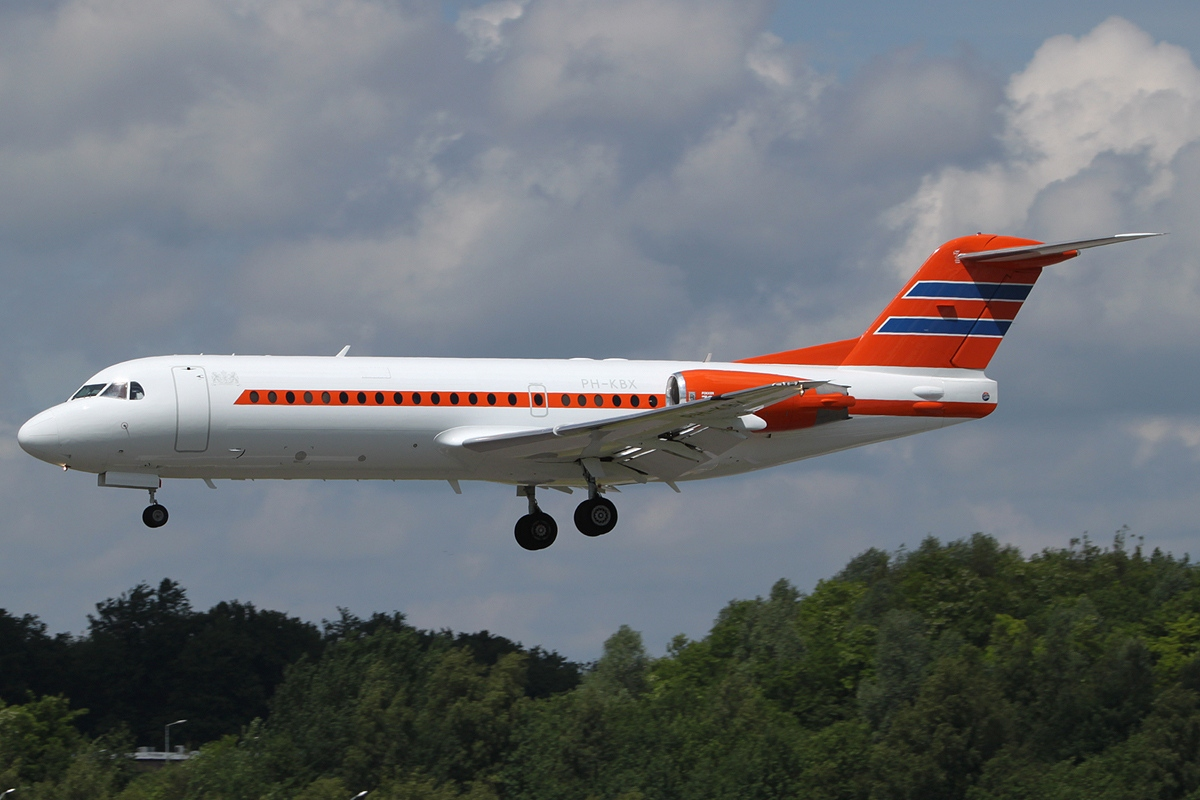
用於荷蘭皇室及政府專機的福克70

荷蘭皇室成員及政府官員的專機為一架福克70，編號為PH-KBX，其中“KBX”為荷蘭語“Koningin BeatriX”（貝婭特麗克絲女王）的縮寫。而荷蘭曾用於政府專機的福克F28編號為PH-PBX，PBX為“Princess Beatrix”（貝婭特麗克絲公主）的縮寫。現時的荷蘭國王威廉-亞歷山大具有福克70/100的型別等級，也一度駕駛專機，為保持這一認證，他有時也會駕駛荷蘭城市航空（KLM Cityhopper）的福克70，后因福克机型退役而重新培训波音737机型。荷兰政府也计划于2019年启用波音737-700新专机，该机注册编号PH-GOV，已于2019年7月装修完毕。
而在長途旅行中，荷蘭皇家航空的波音747也被用作荷蘭政府專機。

### 波蘭

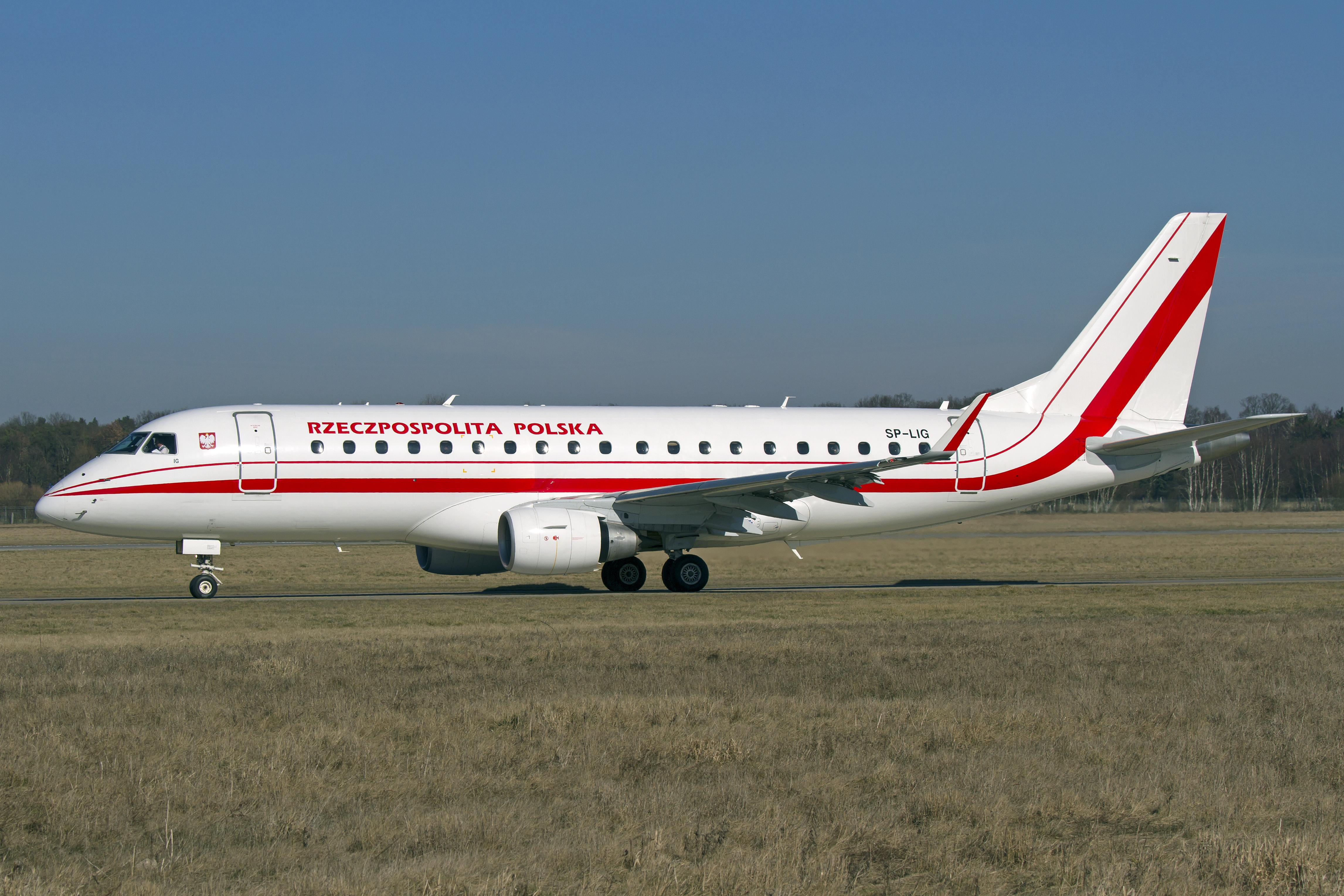
現時波蘭政府專機為E175

波蘭政府曾將兩架圖-154用作政府專機，但其中一架於2010年墜毀，波蘭政府只得向LOT波蘭航空租借兩架E175（編號分別爲SP-LIG和SP-LIH）作為替代機。
2016年11月，波蘭政府訂購兩架灣流G550，並於2017年3月再訂購3架波音737-800。兩款機型均於2017年起交付，預計2020年前交付完畢。以上飛機將替換租借而來得E175。

### 葡萄牙
葡萄牙空军拥有三架1990年制造的达索猎鹰50，作为总统及总理的专机，有时亦用于运载内阁成员及其他政府要员。专机任务由葡萄牙空军第504中队承担，基地为里斯本机场。
葡萄牙空军亦曾使用三架1984年制造的达索猎鹰20型执行专机任务，这些飞机最初为从联邦快递购入的货机，后来被改为贵宾专机，只是仍然保留较大的货舱门。这些飞机现时已经退役，其中一架在辛特拉空军基地内的航空博物馆。
三架达索猎鹰50型亦用于人体器官的长程紧急运输及医疗运输任务，主要来往亚速尔群岛和馬德拉。
通常情况下，TAP葡萄牙航空、亚速尔航空或欧洲大西洋航空的飞机会执行葡萄牙政府官员的长途专机任务，作为专机的主要是空中客车A340或空中客车A330。

### 俄羅斯

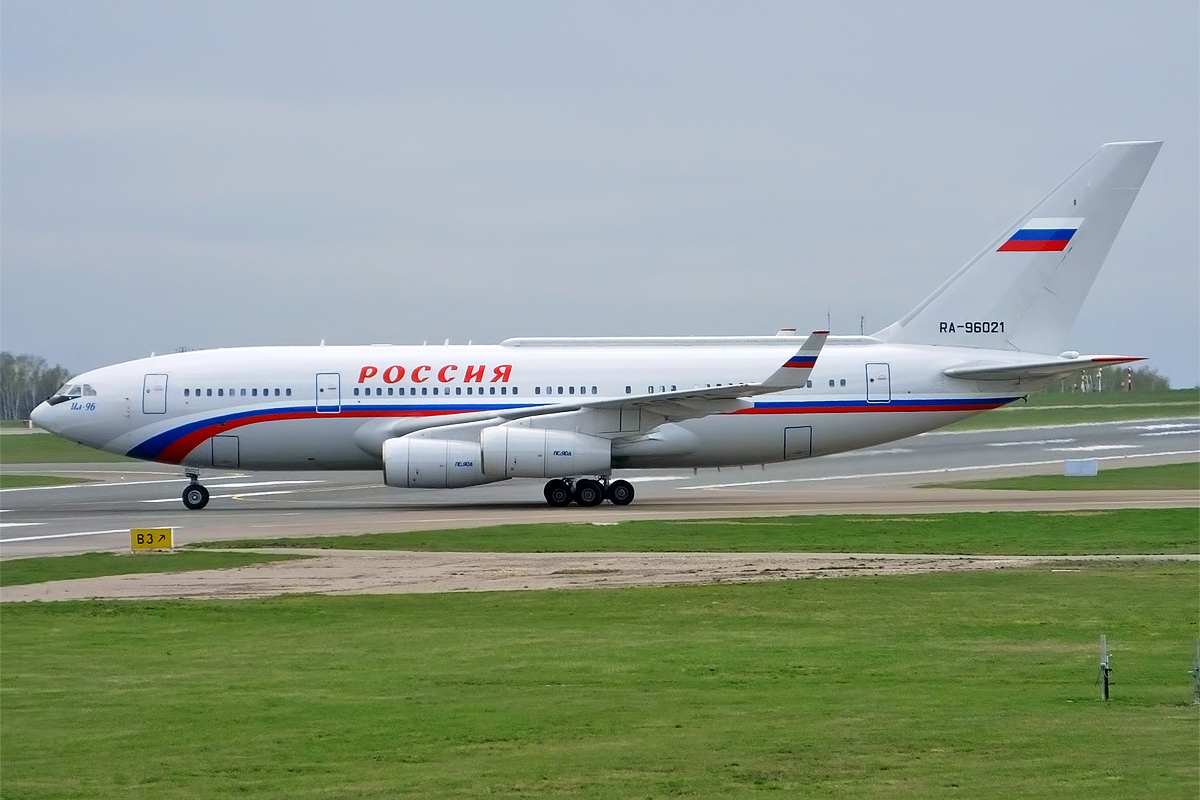
俄羅斯總統專機（伊爾-96）

俄羅斯政府專機現由俄羅斯國家航空承運，由下列飛機組成：
- 2架空中巴士A319CJ
- 6架伊爾-62M
- 2架伊爾-96-300PU
- 4架伊爾-96-300
- 6架圖-154
- 6架圖-214
- 7架雅克-40

其中，兩架伊爾-96-300PU為俄羅斯總統專機。

### 斯洛伐克
斯洛伐克政府飞行服务队拥有两架圖-154，两架雅克-40及一些直升机，用于执行斯洛伐克总统、总理及政府官员的专机任务。斯洛伐克总理有时亦乘坐普通商业航班出行。

### 西班牙

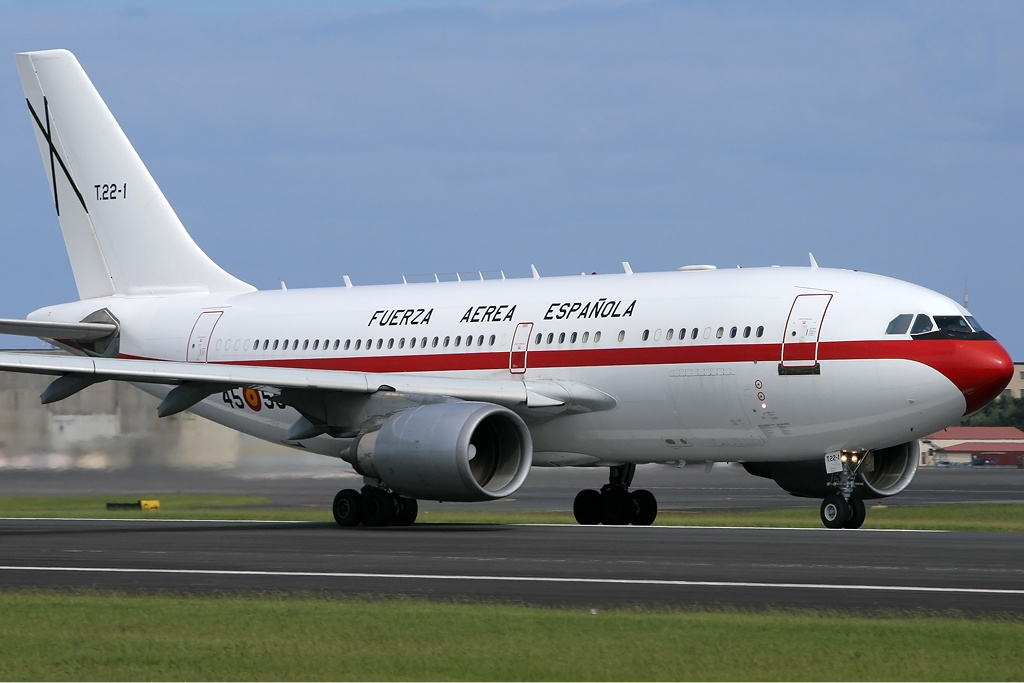
西班牙空军的空客A310专机

西班牙空军第45大队拥有两架空中客车A310、5架达索猎鹰900及一些直升机，用以执行西班牙国王、首相、政府高官及皇室成员的专机任务。该大队的基地位于距马德里24（15英里）的托雷洪空軍基地。目前西班牙正计划引进一架空中客车A330作为新专机。

### 瑞典

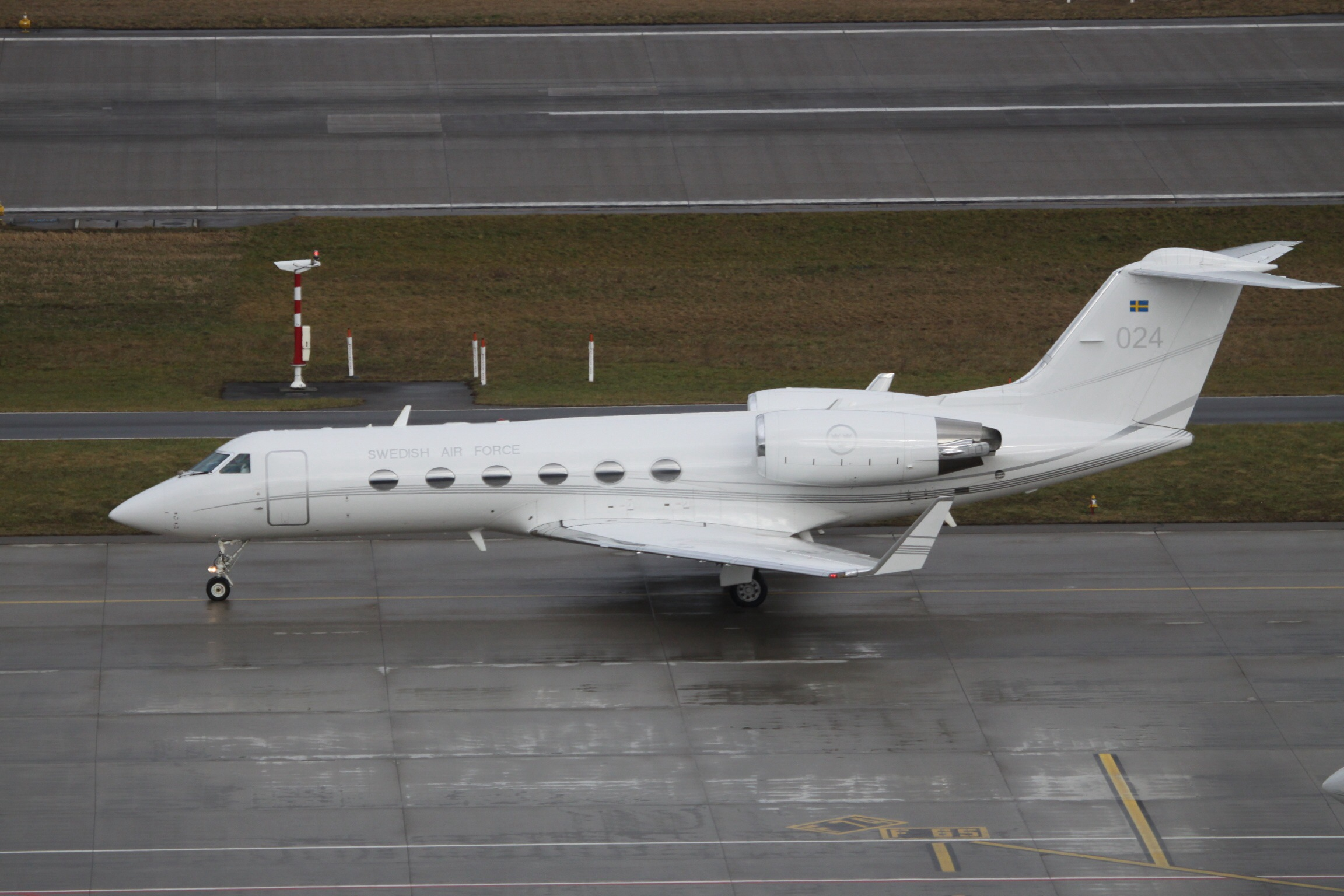
瑞典空军的湾流IV

瑞典空軍目前使用兩架灣流IV、一架灣流G550和三架薩博340執行瑞典君主、王室成員以及首相的專機任務。

### 瑞士
瑞士空軍拥有三架小型专机：
- 一架达索猎鹰900EX
- 一架塞斯纳560XL
- 一架达索猎鹰900

这些飞机主要由瑞士聯邦委員會成员使用，他们的出行计划由瑞士联邦外交事务部协调。瑞士空军的塞斯纳飞机计划被瑞士制造的皮拉图斯PC-24取代。

### 英国

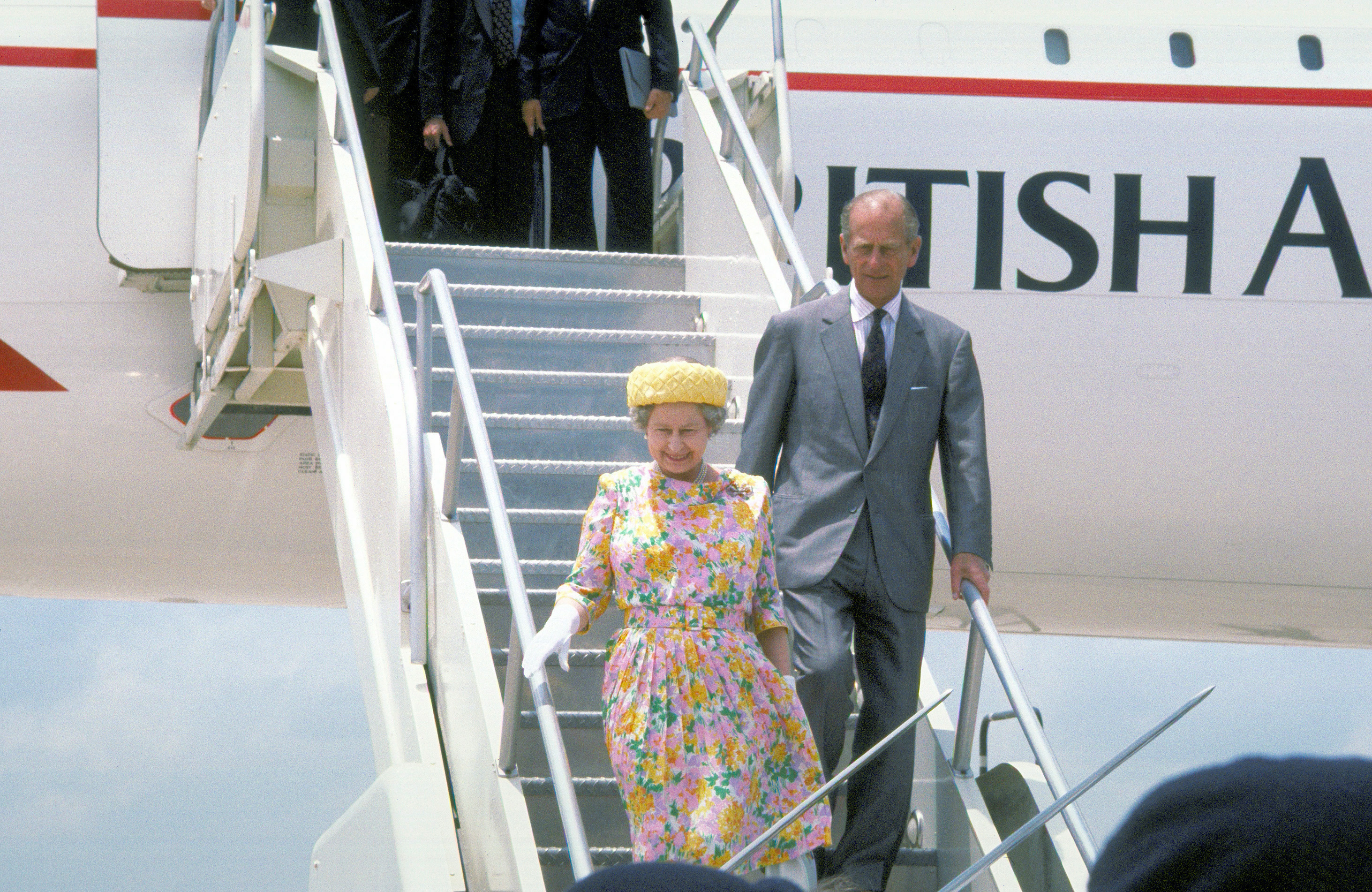
1991年，英国女王伊丽莎白二世和爱丁堡公爵菲利普亲王搭乘英国航空协和號客机访問美國
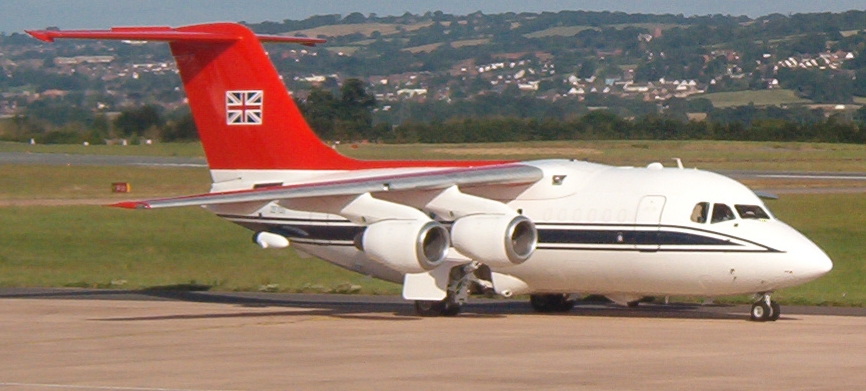
英國皇家空軍的BAe146
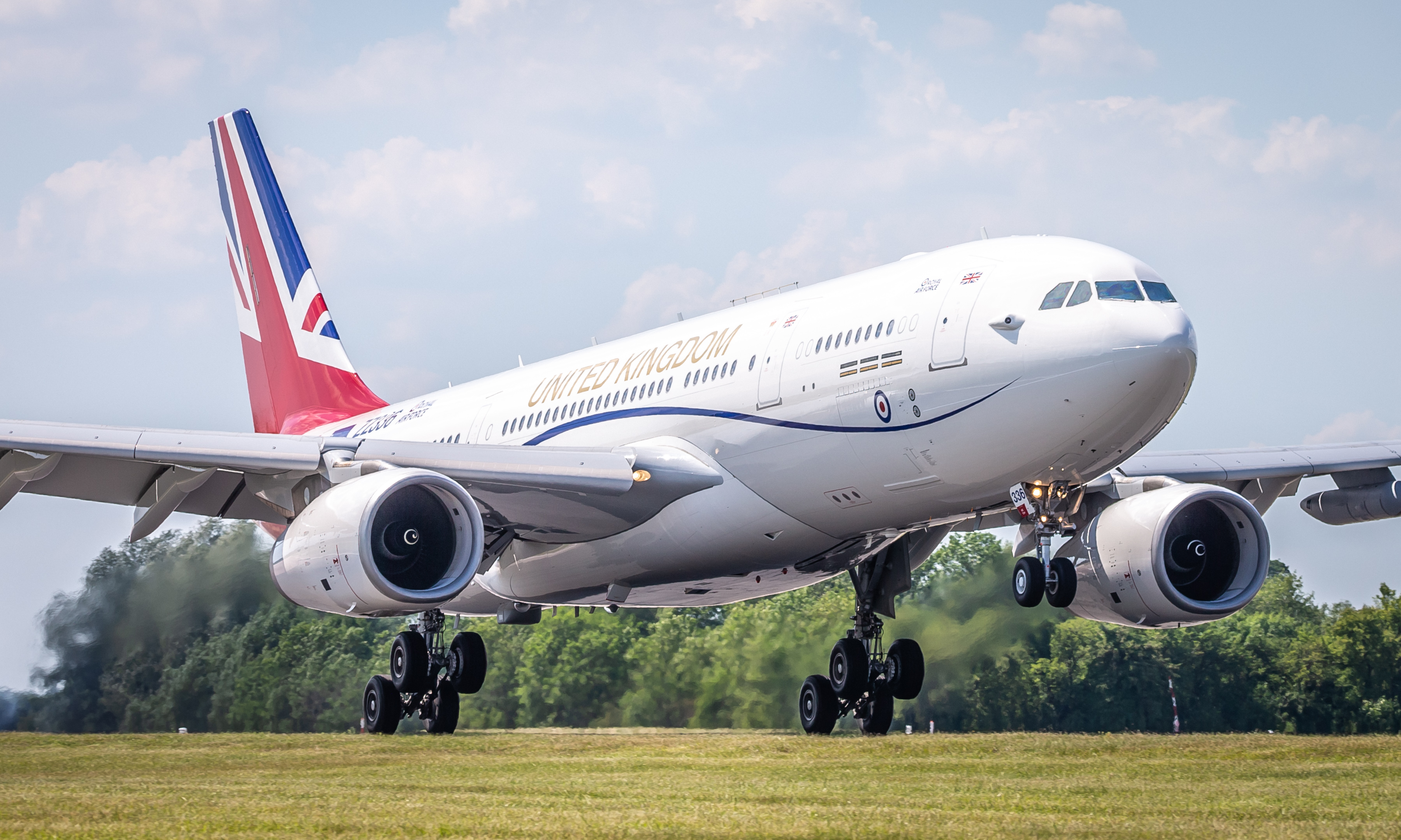
英國皇家空軍的A330 MRTT專機

英國王室及政府要員的專機由英國皇家空軍第32中隊負責，包括阿古斯特维斯特兰AW109直升机，英國宇航BAe 125公務機及BAe 146支線客機。
於2000－2010年代間，由於原先用作專機的維克斯VC-10及洛歇L-1011陸續退役，在其餘英國皇家空軍專機載客量和航程較小的情況下，出訪專機任務常由英國航空或維珍航空的客機承擔。
自2016年起，編號為ZZ336的空中巴士A330 MRTT空中加油機完成改裝，同時用作行政專機（俗稱「英國空軍一號」）。
2020年，時任首相鲍里斯·约翰逊下令為這台飛機設計新塗裝，重漆後的機尾翼塗有英國國旗，並被戲稱為「鲍里斯空軍一號」（英語：Boris Force One）。

### 梵蒂冈

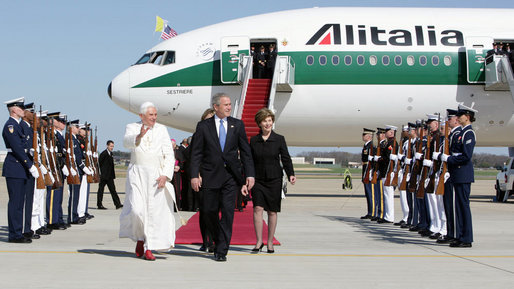
2008年，教宗本篤十六世搭乘意大利航空波音777-200ER访美

梵蒂冈行政专机即罗马教皇的专机，在美国俗称“牧羊人一号”（Shepherd One），在意大利国内飞行时的呼号则是“Volo Papale”（教皇专机）。传统上，教皇会乘坐意大利航空（公司重組後改為ITA航空）包机前往其准备访问的国家和地区，回程则乘坐访问地国家航空公司的客机。但这一安排在教皇访问多国时会出现变动，如教皇若望·保祿二世1988年5月访问南美期间，从秘鲁乘坐秘鲁航空的DC-8飞赴巴拉圭，但在从亚松森机场返回欧洲时乘坐的是意大利航空一架崭新的波音747。当时巴拉圭航空航程最长的飞机是波音707-320B，在飞往意大利的途中需经停达喀尔加油。
教皇在短途飞行时使用意大利空军的直升机，有两个专用直升机场，其中一个在梵蒂冈西部，另一个在冈多菲堡教皇宫南侧。